# Hráčské statistiky Rogera Federera
Hráčské statistiky Rogera Federera, švýcarského profesionálního tenisty, zahrnují výsledky jeho tenisové kariéry. Roger Federer na okruhu ATP Tour vyhrál sto tři turnajů ve dvouhře a padesát čtyřikrát odešel jako poražený finalista. Ve čtyřhře si připsal osm trofejí a šest finálových proher. Na challengerech ATP získal po jednom singlovém i deblovém titulu.
Na letních olympijských hrách vybojoval dva olympijské kovy, když se na LOH 2008 v Pekingu po boku Wawrinky stal olympijským vítězem v mužské čtyřhře. Stříbrnou medaili přidal ve dvouhře na londýnské Letní olympiádě 2012 poté, co ve finále prohrál s Murraym. Jako první mužský švýcarský hráč zvítězil na Grand Slamu.
S počtem dvaceti grandslamových titulů ve dvouhře představuje po Nadalovi  druhého nejúspěšnějšího tenistu historie. Osmkrát vyhrál Wimbledon, pětkrát v řadě US Open a šesti vítězství dosáhl na Australian Open. V sérii Masters triumfoval na dvaceti osm událostech a ze závěrečné akce sezóny Turnaje mistrů si odvezl šest titulů. Drží řadu tenisových rekordů.
V juniorské kariéře vyhrál pět singlových a dva deblové turnaje, včetně dvouhry a čtyřhry ve Wimbledonu 1998 a singlové soutěže na Orange Bowlu téhož roku.
Z pozice držitele 103 singlových titulů ATP Tour figuruje na druhém místě statistik otevřené éry za 109 trofejemi Jimmyho Connorse. Stejně tak 157 finálových účastí znamená třetí příčku, opět za Lendlem a Connorsem. Během open éry dokázal zvítězit v nejvyšším počtu turnajů hraných na trávě (19), na tvrdém povrchu (71) i venku (77).
V týmových soutěžích získal Davisův pohár 2014 a třikrát ovládl Hopmanův pohár, a to v letech 2001, 2018 a 2019.

## Finále tenisových turnajů

### Grand Slam

#### Mužská dvouhra: 31 (20 výher, 11 proher)
Federer vyhrál nejvíce titulů (20), objevil se v nejvyšším počtu finále (31), semifinále (46), a také čtvrtfinále (57). Představuje jednoho ze sedmi tenistů, kteří zkompletovali kariérní Grand Slam a jediného, který se probojoval na všech čtyřech majorech alespoň pětkrát do finále.
| Stav      | rok  | Grand Slam          | povrch | soupeř ve finále      | výsledek                                 |
| --------- | ---- | ------------------- | ------ | --------------------- | ---------------------------------------- |
| Vítěz     | 2003 | Wimbledon           | tráva  | Mark Philippoussis    | 7–6(7–5), 6–2, 7–6(7–3)                  |
| Vítěz     | 2004 | Australian Open     | tvrdý  | Marat Safin           | 7–6(7–3), 6–4, 6–2                       |
| Vítěz     | 2004 | Wimbledon (2)       | tráva  | Andy Roddick          | 4–6, 7–5, 7–6(7–3), 6–4                  |
| Vítěz     | 2004 | US Open             | tvrdý  | Lleyton Hewitt        | 6–0, 7–6(7–3), 6–0                       |
| Vítěz     | 2005 | Wimbledon (3)       | tráva  | Andy Roddick          | 6–2, 7–6(7–2), 6–4                       |
| Vítěz     | 2005 | US Open (2)         | tvrdý  | Andre Agassi          | 6–3, 2–6, 7–6(7–1), 6–1                  |
| Vítěz     | 2006 | Australian Open (2) | tvrdý  | Marcos Baghdatis      | 5–7, 7–5, 6–0, 6–2                       |
| Finalista | 2006 | French Open         | antuka | Rafael Nadal          | 6–1, 1–6, 4–6, 6–7(4–7)                  |
| Vítěz     | 2006 | Wimbledon (4)       | tráva  | Rafael Nadal          | 6–0, 7–6(7–5), 6–7(2–7), 6–3             |
| Vítěz     | 2006 | US Open (3)         | tvrdý  | Andy Roddick          | 6–2, 4–6, 7–5, 6–1                       |
| Vítěz     | 2007 | Australian Open (3) | tvrdý  | Fernando González     | 7–6(7–2), 6–4, 6–4                       |
| Finalista | 2007 | French Open (2)     | antuka | Rafael Nadal          | 3–6, 6–4, 3–6, 4–6                       |
| Vítěz     | 2007 | Wimbledon (5)       | tráva  | Rafael Nadal          | 7–6(9–7), 4–6, 7–6(7–3), 2–6, 6–2        |
| Vítěz     | 2007 | US Open (4)         | tvrdý  | Novak Djoković        | 7–6(7–4), 7–6(7–2), 6–4                  |
| Finalista | 2008 | French Open (3)     | antuka | Rafael Nadal          | 1–6, 3–6, 0–6                            |
| Finalista | 2008 | Wimbledon           | tráva  | Rafael Nadal          | 4–6, 4–6, 7–6(7–5), 7–6(10–8), 7–9       |
| Vítěz     | 2008 | US Open (5)         | tvrdý  | Andy Murray           | 6–2, 7–5, 6–2                            |
| Finalista | 2009 | Australian Open     | tvrdý  | Rafael Nadal          | 5–7, 6–3, 6–7(3–7), 6–3, 2–6             |
| Vítěz     | 2009 | French Open         | antuka | Robin Söderling       | 6–1, 7–6(7–1), 6–4                       |
| Vítěz     | 2009 | Wimbledon (6)       | tráva  | Andy Roddick          | 5–7, 7–6(8–6), 7–6(7–5), 3–6, 16–14      |
| Finalista | 2009 | US Open             | tvrdý  | Juan Martín del Potro | 6–3, 6–7(5–7), 6–4, 6–7(4–7), 2–6        |
| Vítěz     | 2010 | Australian Open (4) | tvrdý  | Andy Murray           | 6–3, 6–4, 7–6(13–11)                     |
| Finalista | 2011 | French Open(4)      | antuka | Rafael Nadal          | 5–7, 6–7(3–7), 7–5, 1–6                  |
| Vítěz     | 2012 | Wimbledon (7)       | tráva  | Andy Murray           | 4–6, 7–5, 6–3, 6–4                       |
| Finalista | 2014 | Wimbledon (2)       | tráva  | Novak Djoković        | 7–6(9–7), 4–6, 6–7(4–7), 7–5, 4–6        |
| Finalista | 2015 | Wimbledon (3)       | tráva  | Novak Djoković        | 6–7(1–7), 7–6(12–10), 4–6, 3–6           |
| Finalista | 2015 | US Open (2)         | tvrdý  | Novak Djoković        | 4–6, 7–5, 4–6, 4–6                       |
| Vítěz     | 2017 | Australian Open (5) | tvrdý  | Rafael Nadal          | 6–4, 3–6, 6–1, 3–6, 6–3                  |
| Vítěz     | 2017 | Wimbledon (8)       | tráva  | Marin Čilić           | 6–3, 6–1, 6–4                            |
| Vítěz     | 2018 | Australian Open(6)  | tvrdý  | Marin Čilić           | 6–2, 6–7(5–7), 6–3, 3–6, 6–1             |
| Finalista | 2019 | Wimbledon (4)       | tráva  | Novak Djoković        | 6–7(5–7), 6–1, 6–7(4–7), 6–4, 12–13(3–7) |

### Turnaj mistrů

#### Dvouhra: 10 (6 výher, 4 prohry)
Federer vyhrál nejvíce titulů (6) i nejvíce utkání (59). Objevil se také v nejvyšším počtu ročníků (17, z toho 14 v řadě), finále (10) i semifinále (16), čímž překonal rekordy Ivana Lendla.
| Stav      | rok  | místo konání           | povrch         | soupeř ve finále   | výsledek                                 |
| --------- | ---- | ---------------------- | -------------- | ------------------ | ---------------------------------------- |
| Vítěz     | 2003 | Houston, Spojené státy | tvrdý          | Andre Agassi       | 6–3, 6–0, 6–4                            |
| Vítěz     | 2004 | Houston, Spojené státy | tvrdý          | Lleyton Hewitt     | 6–3, 6–2                                 |
| Finalista | 2005 | Šanghaj, Čína          | koberec (hala) | David Nalbandian   | 7–6(7–4), 7–6(13–11), 2–6, 1–6, 6–7(3–7) |
| Vítěz     | 2006 | Šanghaj, Čína          | tvrdý (hala)   | James Blake        | 6–0, 6–3, 6–4                            |
| Vítěz     | 2007 | Šanghaj, Čína          | tvrdý (hala)   | David Ferrer       | 6–2, 6–3, 6–2                            |
| Vítěz     | 2010 | Londýn, Velká Británie | tvrdý (hala)   | Rafael Nadal       | 6–3, 3–6, 6–1                            |
| Vítěz     | 2011 | Londýn, Velká Británie | tvrdý (hala)   | Jo-Wilfried Tsonga | 6–3, 6–7(6–8), 6–3                       |
| Finalista | 2012 | Londýn, Velká Británie | tvrdý (hala)   | Novak Djoković     | 6–7(6–8), 5–7                            |
| Finalista | 2014 | Londýn, Velká Británie | tvrdý (hala)   | Novak Djoković     | bez boje                                 |
| Finalista | 2015 | Londýn, Velká Británie | tvrdý (hala)   | Novak Djoković     | 3–6, 4–6                                 |

### Série Masters 1000
Na turnajích série Masters vyhrál Federer 28 turnajů ve dvouhře a na třetím místě zaostává za Nadalem a Djokovićem. Dosáhl nejvyššího počtu 22 titulů z událostí hraných na tvrdém povrchu. Spolu s Djokovićem a Nadalem jsou jedinými hráči, kteří se probojovali do finále všech devíti turnajů aktuální podoby kategorie.

#### Dvouhra: 50 (28 výher, 22 proher)
| Stav                    | č.  | datum              | turnaj                          | povrch    | soupeř ve finále      | výsledek                               |
| ----------------------- | --- | ------------------ | ------------------------------- | --------- | --------------------- | -------------------------------------- |
| Finalista               | 1.  | 31. března 2002    | Miami, Spojené státy            | tvrdý     | Andre Agassi          | 3–6, 3–6, 6–3, 4–6                     |
| Vítěz                   | 1.  | 19. května 2002    | Hamburk, Německo                | antuka    | Marat Safin           | 6–1, 6–3, 6–4                          |
| Finalista               | 2.  | 11. května 2003    | Řím, Itálie                     | antuka    | Félix Mantilla        | 5–7, 2–6, 6–7(8–10)                    |
| Vítěz                   | 2.  | 21. března 2004    | Indian Wells, Spojené státy     | tvrdý     | Tim Henman            | 6–3, 6–3                               |
| Vítěz                   | 3.  | 16. května 2004    | Hamburk, Německo (2)            | antuka    | Guillermo Coria       | 4–6, 6–4, 6–2, 6–3                     |
| Vítěz                   | 4.  | 1. srpna 2004      | Toronto, Kanada                 | tvrdý     | Andy Roddick          | 7–5, 6–3                               |
| Vítěz                   | 5.  | 20. března 2005    | Indian Wells, Spojené státy (2) | tvrdý     | Lleyton Hewitt        | 6–2, 6–4, 6–4                          |
| Vítěz                   | 6.  | 3. dubna 2005      | Miami, Spojené státy            | tvrdý     | Rafael Nadal          | 2–6, 6–7(4–7), 7–6(7–5), 6–3, 6–1      |
| Vítěz                   | 7.  | 15. května 2005    | Hamburk, Německo (3)            | antuka    | Richard Gasquet       | 6–3, 7–5, 7–6(7–4)                     |
| Vítěz                   | 8.  | 21. srpna 2005     | Cincinnati, Spojené státy       | tvrdý     | Andy Roddick          | 6–3, 7–5                               |
| Vítěz                   | 9.  | 19. března 2006    | Indian Wells, Spojené státy (3) | tvrdý     | James Blake           | 7–5, 6–3, 6–0                          |
| Vítěz                   | 10. | 2. dubna 2006      | Miami, Spojené státy (2)        | tvrdý     | Ivan Ljubičić         | 7–6(7–5), 7–6(7–4), 7–6(8–6)           |
| Finalista               | 3.  | 23. dubna 2006     | Monte Carlo, Monako             | antuka    | Rafael Nadal          | 2–6, 7–6(7–2), 3–6, 6–7(5–7)           |
| Finalista               | 4.  | 14. května 2006    | Řím, Itálie (2)                 | antuka    | Rafael Nadal          | 7–6(7–0), 6–7(5–7), 4–6, 6–2, 6–7(5–7) |
| Vítěz                   | 11. | 13. srpna 2006     | Toronto, Kanada (2)             | tvrdý     | Richard Gasquet       | 2–6, 6–3, 6–2                          |
| Vítěz                   | 12. | 22. října 2006     | Madrid, Španělsko               | tvrdý (h) | Fernando González     | 7–5, 6–1, 6–0                          |
| Finalista               | 5.  | 22. dubna 2007     | Monte Carlo, Monako (2)         | antuka    | Rafael Nadal          | 4–6, 4–6                               |
| Vítěz                   | 13. | 20. května 2007    | Hamburk, Německo (4)            | antuka    | Rafael Nadal          | 2–6, 6–2, 6–0                          |
| Finalista               | 6.  | 12. srpna 2007     | Montreal, Kanada                | tvrdý     | Novak Djoković        | 6–7(2–7), 6–2, 6–7(2–7)                |
| Vítěz                   | 14. | 19. srpna 2007     | Cincinnati, Spojené státy (2)   | tvrdý     | James Blake           | 6–1, 6–4                               |
| Finalista               | 7.  | 21. října 2007     | Madrid, Španělsko               | tvrdý (h) | David Nalbandian      | 6–1, 3–6, 3–6                          |
| Finalista               | 8.  | 27. dubna 2008     | Monte Carlo, Monako (3)         | antuka    | Rafael Nadal          | 5–7, 5–7                               |
| Finalista               | 9.  | 18. května 2008    | Hamburk, Německo                | antuka    | Rafael Nadal          | 5–7, 7–6(7–3), 3–6                     |
| Vítěz                   | 15. | 17. května 2009    | Madrid, Španělsko (2)           | antuka    | Rafael Nadal          | 6–4, 6–4                               |
| Vítěz                   | 16. | 23. srpna 2009     | Cincinnati, Spojené státy (3)   | tvrdý     | Novak Djoković        | 6–1, 7–5                               |
| Finalista               | 10. | 16. května 2010    | Madrid, Španělsko (2)           | antuka    | Rafael Nadal          | 4–6, 6–7(5–7)                          |
| Finalista               | 11. | 15. srpna 2010     | Toronto, Kanada (2)             | tvrdý     | Andy Murray           | 5–7, 5–7                               |
| Vítěz                   | 17. | 23. srpna 2010     | Cincinnati, Spojené státy (4)   | tvrdý     | Mardy Fish            | 6–7(5–7), 7–6(7–1), 6–4                |
| Finalista               | 12. | 17. října 2010     | Šanghaj, Čína                   | tvrdý     | Andy Murray           | 3–6, 2–6                               |
| Vítěz                   | 18. | 13. listopadu 2011 | Paříž, Francie                  | tvrdý (h) | Jo-Wilfried Tsonga    | 6–1, 7–6(7–3)                          |
| Vítěz                   | 19. | 18. března 2012    | Indian Wells, Spojené státy (4) | tvrdý     | John Isner            | 7–6(9–7), 6–3                          |
| Vítěz                   | 20. | 13. května 2012    | Madrid, Španělsko (3)           | antuka    | Tomáš Berdych         | 3–6, 7–5, 7–5                          |
| Vítěz                   | 21. | 19. srpna 2012     | Cincinnati, Spojené státy (5)   | tvrdý     | Novak Djoković        | 6–0, 7–6(9–7)                          |
| Finalista               | 13. | 19. května 2013    | Řím, Itálie                     | antuka    | Rafael Nadal          | 1–6, 3–6                               |
| Finalista               | 14. | 16. března 2014    | Indian Wells, Spojené státy     | tvrdý     | Novak Djoković        | 6–3, 3–6, 6–7(3–7)                     |
| Finalista               | 15. | 20. dubna 2014     | Monte Carlo, Monako             | antuka    | Stan Wawrinka         | 6–4, 6–7(5–7), 2–6                     |
| Finalista               | 16. | 10. srpna 2014     | Toronto, Kanada (3)             | tvrdý     | Jo-Wilfried Tsonga    | 5–7, 6–7(3–7)                          |
| Vítěz                   | 22. | 18. srpna 2014     | Cincinnati, Spojené státy (6)   | tvrdý     | David Ferrer          | 6–3, 1–6, 6–2                          |
| Vítěz                   | 23. | 12. října 2014     | Šanghaj, Čína                   | tvrdý     | Gilles Simon          | 7–6(8–6), 7–6(7–2)                     |
| Finalista               | 17. | 22. března 2015    | Indian Wells, Spojené státy (2) | tvrdý     | Novak Djoković        | 3–6, 7–6(7–5), 2–6                     |
| Finalista               | 18. | 17. května 2015    | Řím, Itálie (4)                 | antuka    | Novak Djoković        | 4–6, 3–6                               |
| Vítěz                   | 24. | 23. srpna 2015     | Cincinnati, Spojené státy (7)   | tvrdý     | Novak Djoković        | 7–6(7–1), 6–3                          |
| Vítěz                   | 25. | 19. března 2017    | Indian Wells, Spojené státy (5) | tvrdý     | Stan Wawrinka         | 6–4, 7–5                               |
| Vítěz                   | 26. | 2. dubna 2017      | Miami, Spojené státy (3)        | tvrdý     | Rafael Nadal          | 6–3, 6–4                               |
| Finalista               | 19. | 13. srpna 2017     | Montreal, Kanada (4)            | tvrdý     | Alexander Zverev      | 3–6, 4–6                               |
| Vítěz                   | 27. | 15. října 2017     | Šanghaj, Čína (2)               | tvrdý     | Rafael Nadal          | 6–4, 6–3                               |
| Finalista               | 20. | 18. března 2018    | Indian Wells, Spojené státy (3) | tvrdý     | Juan Martín del Potro | 4–6, 7–6(10–8), 6–7(2–7)               |
| Finalista               | 21. | 19. srpna 2018     | Cincinnati, Spojené státy       | tvrdý     | Novak Djoković        | 4–6, 4–6                               |
| Finalista               | 22. | 18. března 2019    | Indian Wells, Spojené státy (4) | tvrdý     | Dominic Thiem         | 6–3, 3–6, 5–7                          |
| Vítěz                   | 28. | 31. března 2019    | Miami, Spojené státy (4)        | tvrdý     | John Isner            | 6–1, 6–4                               |
| – antuka – tvrdý povrch |     |                    |                                 |           |                       |                                        |

#### Čtyřhra: 3 (1 výhra, 2 prohry)
| Stav      | č. | datum           | turnaj                      | povrch | spoluhráč          | soupeři ve finále                  | výsledek              |
| --------- | -- | --------------- | --------------------------- | ------ | ------------------ | ---------------------------------- | --------------------- |
| Finalista | 1. | 17. března 2002 | Indian Wells, Spojené státy | tvrdý  | Max Mirnyj         | Mark Knowles Daniel Nestor         | 4–6, 4–6              |
| Vítěz     | 1. | 30. března 2003 | Miami, Spojené státy        | tvrdý  | Max Mirnyj         | Leander Paes David Rikl            | 7–5, 6–3              |
| Finalista | 2. | 19. března 2011 | Indian Wells, Spojené státy | tvrdý  | Stanislas Wawrinka | Alexandr Dolgopolov Xavier Malisse | 4–6, 7–6(7–5), [7–10] |

### Utkání o olympijské medaile

#### Mužská dvouhra: 2 (1 stříbro)
| Umístění | rok  | turnaj                 | povrch | soupeř ve finále   | výsledek                |
| -------- | ---- | ---------------------- | ------ | ------------------ | ----------------------- |
| 4. místo | 2000 | Sydney, Austrálie      | tvrdý  | Arnaud Di Pasquale | 6–7(5–7), 7–6(9–7), 3–6 |
| stříbro  | 2012 | Londýn, Velká Británie | tráva  | Andy Murray        | 2–6, 1–6, 4–6           |

#### Mužská čtyřhra: 1 (1 zlato)
| Umístění | rok  | turnaj       | povrch | spoluhráč          | soupeři ve finále              | výsledek                |
| -------- | ---- | ------------ | ------ | ------------------ | ------------------------------ | ----------------------- |
| zlato    | 2008 | Peking, Čína | tvrdý  | Stanislas Wawrinka | Simon Aspelin Thomas Johansson | 6–3, 6–4, 6–7(4–7), 6–3 |

### ATP World Tour
| Legenda (před/od 2009)                                       |
| D – dvouhra; Č – čtyřhra                                     |
| Grand Slam (20–11 D)                                         |
| Olympijské hry (0–1 D; 1–0 Č)                                |
| Turnaj mistrů (6–4 D)                                        |
| ATP Masters Series / ATP Tour Masters 1000 (28–22 D; 1–2 Č)  |
| ATP International Series Gold / ATP Tour 500 (24–7 D; 3–1 Č) |
| ATP International Series / ATP Tour 250 (25–9 D; 3–3 Č)      |

| Tituly dle povrchu      |
| ----------------------- |
| tvrdý (71–27 D; 5–4 Č)  |
| tráva (19–8 D; 1–1 Č)   |
| antuka (11–15 D; 1–0 Č) |
| koberec (2–4 D; 1–1 Č)  |

| Tituly dle místa       |
| ---------------------- |
| venku (77–41 D; 4–3 Č) |
| hala (26–13 D; 4–3 Č)  |

#### Dvouhra: 157 (103 výher, 54 proher)
| Stav      | č.   | datum              | turnaj                                    | povrch      | soupeř ve finále      | výsledek                                 |
| --------- | ---- | ------------------ | ----------------------------------------- | ----------- | --------------------- | ---------------------------------------- |
| Finalista | 1.   | 13. února 2000     | Marseille, Francie                        | koberec (h) | Marc Rosset           | 6–2, 3–6, 6–7(5–7)                       |
| Finalista | 2.   | 29. října 2000     | Basilej, Švýcarsko                        | koberec (h) | Thomas Enqvist        | 2–6, 6–4, 6–7(4–7), 6–1, 1–6             |
| Vítěz     | 1.   | 4. února 2001      | Milán, Itálie                             | koberec (h) | Julien Boutter        | 6–4, 6–7(7–9), 6–4                       |
| Finalista | 3.   | 25. února 2001     | Rotterdam, Nizozemsko                     | tvrdý (h)   | Nicolas Escudé        | 5–7, 6–3, 6–7(5–7)                       |
| Finalista | 4.   | 28. října 2001     | Basilej, Švýcarsko (2)                    | koberec (h) | Tim Henman            | 3–6, 4–6, 2–6                            |
| Vítěz     | 2.   | 13. ledna 2002     | Sydney, Austrálie                         | tvrdý       | Juan Ignacio Chela    | 6–3, 6–3                                 |
| Finalista | 5.   | 3. února 2002      | Milán, Itálie                             | koberec (h) | Davide Sanguinetti    | 6–7(2–7), 6–4, 1–6                       |
| Finalista | 6.   | 31. března 2002    | Miami, Spojené státy                      | tvrdý       | Andre Agassi          | 3–6, 3–6, 6–3, 4–6                       |
| Vítěz     | 3.   | 19. května 2002    | Hamburk, Německo                          | antuka      | Marat Safin           | 6–1, 6–3, 6–4                            |
| Vítěz     | 4.   | 13. října 2002     | Vídeň, Rakousko                           | tvrdý (h)   | Jiří Novák            | 6–4, 6–1, 3–6, 6–4                       |
| Vítěz     | 5.   | 16. února 2003     | Marseille, Francie                        | tvrdý (h)   | Jonas Björkman        | 6–2, 7–6(8–6)                            |
| Vítěz     | 6.   | 2. března 2003     | Dubaj, SAE                                | tvrdý       | Jiří Novák            | 6–1, 7–6(7–2)                            |
| Vítěz     | 7.   | 4. května 2003     | Mnichov, Německo                          | antuka      | Jarkko Nieminen       | 6–1, 6–4                                 |
| Finalista | 7.   | 11. května 2003    | Řím, Itálie                               | antuka      | Félix Mantilla        | 5–7, 2–6, 6–7(8–10)                      |
| Vítěz     | 8.   | 15. června 2003    | Halle, Německo                            | tráva       | Nicolas Kiefer        | 6–1, 6–3                                 |
| Vítěz     | 9.   | 6. července 2003   | Wimbledon, Londýn, Velká Británie         | tráva       | Mark Philippoussis    | 7–6(7–5), 6–2, 7–6(7–3)                  |
| Finalista | 8.   | 13. července 2003  | Gstaad, Švýcarsko                         | antuka      | Jiří Novák            | 7–5, 3–6, 3–6, 6–1, 3–6                  |
| Vítěz     | 10.  | 12. října 2003     | Vídeň, Rakousko (2)                       | tvrdý (h)   | Carlos Moyà           | 6–3, 6–3, 6–3                            |
| Vítěz     | 11.  | 16. listopadu 2003 | Turnaj mistrů, Houston, Spojené státy     | tvrdý       | Andre Agassi          | 6–3, 6–0, 6–4                            |
| Vítěz     | 12.  | 1. února 2004      | Australian Open, Melbourne, Austrálie     | tvrdý       | Marat Safin           | 7–6(7–3), 6–4, 6–2                       |
| Vítěz     | 13.  | 7. března 2004     | Dubaj, SAE (2)                            | tvrdý       | Feliciano López       | 4–6, 6–1, 6–2                            |
| Vítěz     | 14.  | 21. března 2004    | Indian Wells, Spojené státy               | tvrdý       | Tim Henman            | 6–3, 6–3                                 |
| Vítěz     | 15.  | 16. května 2004    | Hamburk, Německo (2)                      | antuka      | Guillermo Coria       | 4–6, 6–4, 6–2, 6–3                       |
| Vítěz     | 16.  | 13. června 2004    | Halle, Německo (2)                        | tráva       | Mardy Fish            | 6–0, 6–3                                 |
| Vítěz     | 17.  | 4. července 2004   | Wimbledon, Londýn, Velká Británie (2)     | tráva       | Andy Roddick          | 4–6, 7–5, 7–6(7–3), 6–4                  |
| Vítěz     | 18.  | 11. července 2004  | Gstaad, Švýcarsko                         | antuka      | Igor Andrejev         | 6–2, 6–3, 5–7, 6–3                       |
| Vítěz     | 19.  | 1. srpna 2004      | Toronto, Kanada                           | tvrdý       | Andy Roddick          | 7–5, 6–3                                 |
| Vítěz     | 20.  | 12. září 2004      | US Open, New York, Spojené státy          | tvrdý       | Lleyton Hewitt        | 6–0, 7–6(7–3), 6–0                       |
| Vítěz     | 21.  | 3. října 2004      | Bangkok, Thajsko                          | tvrdý (h)   | Andy Roddick          | 6–4, 6–0                                 |
| Vítěz     | 22.  | 21. listopadu 2004 | Turnaj mistrů, Houston, Spojené státy (2) | tvrdý       | Lleyton Hewitt        | 6–3, 6–2                                 |
| Vítěz     | 23.  | 9. ledna 2005      | Dauhá, Katar                              | tvrdý       | Ivan Ljubičić         | 6–3, 6–1                                 |
| Vítěz     | 24.  | 20. února 2005     | Rotterdam, Nizozemsko                     | tvrdý (h)   | Ivan Ljubičić         | 5–7, 7–5, 7–6(7–5)                       |
| Vítěz     | 25.  | 27. února 2005     | Dubaj, SAE (3)                            | tvrdý       | Ivan Ljubičić         | 6–1, 6–7(6–8), 6–3                       |
| Vítěz     | 26.  | 20. března 2005    | Indian Wells, Spojené státy (2)           | tvrdý       | Lleyton Hewitt        | 6–2, 6–4, 6–4                            |
| Vítěz     | 27.  | 3. dubna 2005      | Miami, Spojené státy                      | tvrdý       | Rafael Nadal          | 2–6, 6–7(4–7), 7–6(7–5), 6–3, 6–1        |
| Vítěz     | 28.  | 15. května 2005    | Hamburk, Německo (3)                      | antuka      | Richard Gasquet       | 6–3, 7–5, 7–6(7–4)                       |
| Vítěz     | 29.  | 13. června 2005    | Halle, Německo (3)                        | tráva       | Marat Safin           | 6–4, 6–7(6–8), 6–4                       |
| Vítěz     | 30.  | 3. července 2005   | Wimbledon, Londýn, Velká Británie (3)     | tráva       | Andy Roddick          | 6–2, 7–6(7–2), 6–4                       |
| Vítěz     | 31.  | 21. srpna 2005     | Cincinnati, Spojené státy                 | tvrdý       | Andy Roddick          | 6–3, 7–5                                 |
| Vítěz     | 32.  | 11. září 2005      | US Open, New York, Spojené státy (2)      | tvrdý       | Andre Agassi          | 6–3, 2–6, 7–6(7–1), 6–1                  |
| Vítěz     | 33.  | 2. října 2005      | Bangkok, Thajsko (2)                      | tvrdý (h)   | Andy Murray           | 6–3, 7–5                                 |
| Finalista | 9.   | 20. listopadu 2005 | Turnaj mistrů, Šanghaj, Čína              | koberec (h) | David Nalbandian      | 7–6(7–4), 7–6(13–11), 2–6, 1–6, 6–7(3–7) |
| Vítěz     | 34.  | 8. ledna 2006      | Dauhá, Katar (2)                          | tvrdý       | Gaël Monfils          | 6–3, 7–6(7–5)                            |
| Vítěz     | 35.  | 29. ledna 2006     | Australian Open, Melbourne, Austrálie (2) | tvrdý       | Marcos Baghdatis      | 5–7, 7–5, 6–0, 6–2                       |
| Finalista | 10.  | 5. března 2006     | Dubaj, SAE                                | tvrdý       | Rafael Nadal          | 6–2, 4–6, 4–6                            |
| Vítěz     | 36.  | 19. března 2006    | Indian Wells, Spojené státy (3)           | tvrdý       | James Blake           | 7–5, 6–3, 6–0                            |
| Vítěz     | 37.  | 2. dubna 2006      | Miami, Spojené státy (2)                  | tvrdý       | Ivan Ljubičić         | 7–6(7–5), 7–6(7–4), 7–6(8–6)             |
| Finalista | 11.  | 23. dubna 2006     | Monte Carlo, Monako                       | antuka      | Rafael Nadal          | 2–6, 7–6(7–2), 3–6, 6–7(5–7)             |
| Finalista | 12.  | 14. května 2006    | Řím, Itálie (2)                           | antuka      | Rafael Nadal          | 7–6(7–0), 6–7(5–7), 4–6, 6–2, 6–7(5–7)   |
| Finalista | 13.  | 11. června 2006    | French Open, Paříž, Francie               | antuka      | Rafael Nadal          | 6–1, 1–6, 4–6, 6–7(4–7)                  |
| Vítěz     | 38.  | 18. června 2006    | Halle, Německo (4)                        | tráva       | Tomáš Berdych         | 6–0, 6–7(4–7), 6–2                       |
| Vítěz     | 39.  | 9. července 2006   | Wimbledon, Londýn, Velká Británie (4)     | tráva       | Rafael Nadal          | 6–0, 7–6(7–5), 6–7(2–7), 6–3             |
| Vítěz     | 40.  | 13. srpna 2006     | Toronto, Kanada (2)                       | tvrdý       | Richard Gasquet       | 2–6, 6–3, 6–2                            |
| Vítěz     | 41.  | 10. září 2006      | US Open, New York, Spojené státy (3)      | tvrdý       | Andy Roddick          | 6–2, 4–6, 7–5, 6–1                       |
| Vítěz     | 42.  | 8. října 2006      | Tokio, Japonsko                           | tvrdý       | Tim Henman            | 6–3, 6–3                                 |
| Vítěz     | 43.  | 22. října 2006     | Madrid, Španělsko                         | tvrdý (h)   | Fernando González     | 7–5, 6–1, 6–0                            |
| Vítěz     | 44.  | 29. října 2006     | Basilej, Švýcarsko                        | koberec (h) | Fernando González     | 6–3, 6–2, 7–6(7–3)                       |
| Vítěz     | 45.  | 19. listopadu 2006 | Turnaj mistrů, Šanghaj, Čína (3)          | tvrdý (h)   | James Blake           | 6–0, 6–3, 6–4                            |
| Vítěz     | 46.  | 28. ledna 2007     | Australian Open, Melbourne, Austrálie (3) | tvrdý       | Fernando González     | 7–6(7–2), 6–4, 6–4                       |
| Vítěz     | 47.  | 3. března 2007     | Dubaj, SAE (4)                            | tvrdý       | Michail Južnyj        | 6–4, 6–3                                 |
| Finalista | 14.  | 22. dubna 2007     | Monte Carlo, Monako (2)                   | antuka      | Rafael Nadal          | 4–6, 4–6                                 |
| Vítěz     | 48.  | 20. května 2007    | Hamburk, Německo (4)                      | antuka      | Rafael Nadal          | 2–6, 6–2, 6–0                            |
| Finalista | 15.  | 10. června 2007    | French Open, Paříž, Francie (2)           | antuka      | Rafael Nadal          | 3–6, 6–4, 3–6, 4–6                       |
| Vítěz     | 49.  | 8. července 2007   | Wimbledon, Londýn, Velká Británie (5)     | tráva       | Rafael Nadal          | 7–6(9–7), 4–6, 7–6(7–3), 2–6, 6–2        |
| Finalista | 16.  | 12. srpna 2007     | Montreal, Kanada                          | tvrdý       | Novak Djoković        | 6–7(2–7), 6–2, 6–7(2–7)                  |
| Vítěz     | 50.  | 19. srpna 2007     | Cincinnati, Spojené státy (2)             | tvrdý       | James Blake           | 6–1, 6–4                                 |
| Vítěz     | 51.  | 9. září 2007       | US Open, New York, Spojené státy (4)      | tvrdý       | Novak Djoković        | 7–6(7–4), 7–6(7–2), 6–4                  |
| Finalista | 17.  | 21. října 2007     | Madrid, Španělsko                         | tvrdý (h)   | David Nalbandian      | 6–1, 3–6, 3–6                            |
| Vítěz     | 52.  | 28. října 2007     | Basilej, Švýcarsko (2)                    | tvrdý (h)   | Jarkko Nieminen       | 6–3, 6–4                                 |
| Vítěz     | 53.  | 18. listopadu 2007 | Turnaj mistrů, Šanghaj, Čína (4)          | tvrdý (h)   | David Ferrer          | 6–2, 6–3, 6–2                            |
| Vítěz     | 54.  | 20. dubna 2008     | Estoril, Portugalsko                      | antuka      | Nikolaj Davyděnko     | 7–6(7–5), 1–2skreč                       |
| Finalista | 18.  | 27. dubna 2008     | Monte Carlo, Monako (3)                   | antuka      | Rafael Nadal          | 5–7, 5–7                                 |
| Finalista | 19.  | 18. května 2008    | Hamburk, Německo                          | antuka      | Rafael Nadal          | 5–7, 7–6(7–3), 3–6                       |
| Finalista | 20.  | 8. června 2008     | French Open, Paříž, Francie (3)           | antuka      | Rafael Nadal          | 1–6, 3–6, 0–6                            |
| Vítěz     | 55.  | 15. června 2008    | Halle, Německo (5)                        | tráva       | Philipp Kohlschreiber | 6–3, 6–4                                 |
| Finalista | 21.  | 6. července 2008   | Wimbledon, Londýn, Velká Británie         | tráva       | Rafael Nadal          | 4–6, 4–6, 7–6(7–5), 7–6(10–8), 7–9       |
| Vítěz     | 56.  | 8. září 2008       | US Open, New York, Spojené státy (5)      | tvrdý       | Andy Murray           | 6–2, 7–5, 6–2                            |
| Vítěz     | 57.  | 26. října 2008     | Basilej, Švýcarsko (3)                    | tvrdý (h)   | David Nalbandian      | 6–3, 6–4                                 |
| Finalista | 22.  | 1. února 2009      | Australian Open, Melbourne, Austrálie     | tvrdý       | Rafael Nadal          | 5–7, 6–3, 6–7(3–7), 6–3, 2–6             |
| Vítěz     | 58.  | 17. května 2009    | Madrid, Španělsko (2)                     | antuka      | Rafael Nadal          | 6–4, 6–4                                 |
| Vítěz     | 59.  | 7. června 2009     | French Open, Paříž, Francie               | antuka      | Robin Söderling       | 6–1, 7–6(7–1), 6–4                       |
| Vítěz     | 60.  | 5. července 2009   | Wimbledon, Londýn, Velká Británie (6)     | tráva       | Andy Roddick          | 5–7, 7–6(8–6), 7–6(7–5), 3–6, 16–14      |
| Vítěz     | 61.  | 23. srpna 2009     | Cincinnati, Spojené státy (3)             | tvrdý       | Novak Djoković        | 6–1, 7–5                                 |
| Finalista | 23.  | 14. září 2009      | US Open, New York, Spojené státy          | tvrdý       | Juan Martín del Potro | 6–3, 6–7(5–7), 6–4, 6–7(4–7), 2–6        |
| Finalista | 24.  | 8. listopadu 2009  | Basilej, Švýcarsko                        | tvrdý (h)   | Novak Djoković        | 4–6, 6–4, 2–6                            |
| Vítěz     | 62.  | 31. ledna 2010     | Australian Open, Melbourne, Austrálie (4) | tvrdý       | Andy Murray           | 6–3, 6–4, 7–6(13–11)                     |
| Finalista | 25.  | 16. května 2010    | Madrid, Španělsko (2)                     | antuka      | Rafael Nadal          | 4–6, 6–7(5–7)                            |
| Finalista | 26.  | 13. června 2010    | Halle, Německo                            | tráva       | Lleyton Hewitt        | 6–3, 6–7(4–7), 4–6                       |
| Finalista | 27.  | 15. srpna 2010     | Toronto, Kanada (2)                       | tvrdý       | Andy Murray           | 5–7, 5–7                                 |
| Vítěz     | 63.  | 23. srpna 2010     | Cincinnati, Spojené státy (4)             | tvrdý       | Mardy Fish            | 6–7(5–7), 7–6(7–1), 6–4                  |
| Finalista | 28.  | 17. října 2010     | Šanghaj, Čína                             | tvrdý       | Andy Murray           | 3–6, 2–6                                 |
| Vítěz     | 64.  | 24. října 2010     | Stockholm, Švédsko                        | tvrdý (h)   | Florian Mayer         | 6–4, 6–3                                 |
| Vítěz     | 65.  | 7. listopadu 2010  | Basilej, Švýcarsko (4)                    | tvrdý (h)   | Novak Djoković        | 6–4, 3–6, 6–1                            |
| Vítěz     | 66.  | 28. listopadu 2010 | Turnaj mistrů, Londýn, Velká Británie (5) | tvrdý (h)   | Rafael Nadal          | 6–3, 3–6, 6–1                            |
| Vítěz     | 67.  | 8. ledna 2011      | Dauhá, Katar (3)                          | tvrdý       | Nikolaj Davyděnko     | 6–3, 6–4                                 |
| Finalista | 29.  | 26. února 2011     | Dubaj, SAE (2)                            | tvrdý       | Novak Djoković        | 3–6, 3–6                                 |
| Finalista | 30.  | 5. června 2011     | French Open, Paříž, Francie (4)           | antuka      | Rafael Nadal          | 5–7, 6–7(3–7), 7–5, 1–6                  |
| Vítěz     | 68.  | 6. listopadu 2011  | Basilej, Švýcarsko (5)                    | tvrdý (h)   | Kei Nišikori          | 6–1, 6–3                                 |
| Vítěz     | 69.  | 13. listopadu 2011 | Paříž, Francie                            | tvrdý (h)   | Jo-Wilfried Tsonga    | 6–1, 7–6(7–3)                            |
| Vítěz     | 70.  | 27. listopadu 2011 | Turnaj mistrů, Londýn, Velká Británie (6) | tvrdý (h)   | Jo-Wilfried Tsonga    | 6–3, 6–7(6–8), 6–3                       |
| Vítěz     | 71.  | 19. února 2012     | Rotterdam, Nizozemsko (2)                 | tvrdý (h)   | Juan Martín del Potro | 6–1, 6–4                                 |
| Vítěz     | 72.  | 3. března 2012     | Dubaj, SAE (5)                            | tvrdý       | Andy Murray           | 7–5, 6–4                                 |
| Vítěz     | 73.  | 18. března 2012    | Indian Wells, Spojené státy (4)           | tvrdý       | John Isner            | 7–6(9–7), 6–3                            |
| Vítěz     | 74.  | 13. května 2012    | Madrid, Španělsko (3)                     | antuka      | Tomáš Berdych         | 3–6, 7–5, 7–5                            |
| Finalista | 31.  | 17. června 2012    | Halle, Německo (2)                        | tráva       | Tommy Haas            | 6–7(5–7), 4–6                            |
| Vítěz     | 75.  | 8. července 2012   | Wimbledon, Londýn, Velká Británie (7)     | tráva       | Andy Murray           | 4–6, 7–5, 6–3, 6–4                       |
| Finalista | 32.  | 5. srpna 2012      | LOH – Londýn, Velká Británie              | tráva       | Andy Murray           | 2–6, 1–6, 4–6                            |
| Vítěz     | 76.  | 19. srpna 2012     | Cincinnati, Spojené státy (5)             | tvrdý       | Novak Djoković        | 6–0, 7–6(9–7)                            |
| Finalista | 33.  | 28. října 2012     | Basilej, Švýcarsko (4)                    | tvrdý (h)   | Juan Martín del Potro | 4–6, 7–6(7–5), 6–7(3–7)                  |
| Finalista | 34.  | 12. listopadu 2012 | Turnaj mistrů, Londýn, Velká Británie (2) | tvrdý (h)   | Novak Djoković        | 6–7(6–8), 5–7                            |
| Finalista | 35.  | 19. května 2013    | Řím, Itálie                               | antuka      | Rafael Nadal          | 1–6, 3–6                                 |
| Vítěz     | 77.  | 16. června 2013    | Halle, Německo (6)                        | tráva       | Michail Južnyj        | 6–7(5–7), 6–3, 6–4                       |
| Finalista | 36.  | 27. října 2013     | Basilej, Švýcarsko                        | tvrdý (h)   | Juan Martín del Potro | 6–7(3–7), 6–2, 4–6                       |
| Finalista | 37.  | 5. ledna 2014      | Brisbane, Austrálie                       | tvrdý       | Lleyton Hewitt        | 1–6, 6–4, 3–6                            |
| Vítěz     | 78.  | 1. března 2014     | Dubaj, SAE (6)                            | tvrdý       | Tomáš Berdych         | 3–6, 6–4, 6–3                            |
| Finalista | 38.  | 16. března 2014    | Indian Wells, Spojené státy               | tvrdý       | Novak Djoković        | 6–3, 3–6, 6–7(3–7)                       |
| Finalista | 39.  | 20. dubna 2014     | Monte Carlo, Monako                       | antuka      | Stan Wawrinka         | 6–4, 6–7(5–7), 2–6                       |
| Vítěz     | 79.  | 15. června 2014    | Halle, Německo (7)                        | tráva       | Alejandro Falla       | 7–6(7–2), 7–6(7–3)                       |
| Finalista | 40.  | 6. července 2014   | Wimbledon, Londýn, Velká Británie (2)     | tráva       | Novak Djoković        | 7–6(9–7), 4–6, 6–7(4–7), 7–5, 4–6        |
| Finalista | 41.  | 10. srpna 2014     | Toronto, Kanada (3)                       | tvrdý       | Jo-Wilfried Tsonga    | 5–7, 6–7(3–7)                            |
| Vítěz     | 80.  | 18. srpna 2014     | Cincinnati, Spojené státy (6)             | tvrdý       | David Ferrer          | 6–3, 1–6, 6–2                            |
| Vítěz     | 81.  | 12. října 2014     | Šanghaj, Čína                             | tvrdý       | Gilles Simon          | 7–6(8–6), 7–6(7–2)                       |
| Vítěz     | 82.  | 26. října 2014     | Basilej, Švýcarsko (6)                    | tvrdý (h)   | David Goffin          | 6–2, 6–2                                 |
| Finalista | 42.  | 16. listopadu 2014 | Turnaj mistrů, Londýn, Velká Británie (3) | tvrdý (h)   | Novak Djoković        | bez boje                                 |
| Vítěz     | 83.  | 11. ledna 2015     | Brisbane, Austrálie                       | tvrdý       | Milos Raonic          | 6–4, 6–7(2–7), 6–4                       |
| Vítěz     | 84.  | 28. února 2015     | Dubaj, SAE (7)                            | tvrdý       | Novak Djoković        | 6–3, 7–5                                 |
| Finalista | 43.  | 22. března 2015    | Indian Wells, Spojené státy (2)           | tvrdý       | Novak Djoković        | 3–6, 7–6(7–5), 2–6                       |
| Vítěz     | 85.  | 3. května 2015     | Istanbul, Turecko                         | antuka      | Pablo Cuevas          | 6–3, 7–6(13–11)                          |
| Finalista | 44.  | 17. května 2015    | Řím, Itálie (4)                           | antuka      | Novak Djoković        | 4–6, 3–6                                 |
| Vítěz     | 86.  | 21. června 2015    | Halle, Německo (8)                        | tráva       | Andreas Seppi         | 7–6(7–1), 6–4                            |
| Finalista | 45.  | 12. července 2015  | Wimbledon, Londýn, Velká Británie (3)     | tráva       | Novak Djoković        | 6–7(1–7), 7–6(12–10), 4–6, 3–6           |
| Vítěz     | 87.  | 23. srpna 2015     | Cincinnati, Spojené státy (7)             | tvrdý       | Novak Djoković        | 7–6(7–1), 6–3                            |
| Finalista | 46.  | 13. září 2015      | US Open, New York, Spojené státy (2)      | tvrdý       | Novak Djoković        | 4–6, 7–5, 4–6, 4–6                       |
| Vítěz     | 88.  | 1. listopadu 2015  | Basilej, Švýcarsko (7)                    | tvrdý (h)   | Rafael Nadal          | 6–3, 5–7, 6–3                            |
| Finalista | 47.  | 22. listopadu 2015 | Turnaj mistrů, Londýn, Velká Británie (4) | tvrdý (h)   | Novak Djoković        | 3–6, 4–6                                 |
| Finalista | 48.  | 11. ledna 2016     | Brisbane, Austrálie                       | tvrdý       | Milos Raonic          | 4–6, 4–6                                 |
| Vítěz     | 89.  | 29. ledna 2017     | Australian Open, Melbourne, Austrálie (5) | tvrdý       | Rafael Nadal          | 6–4, 3–6, 6–1, 3–6, 6–3                  |
| Vítěz     | 90.  | 19. března 2017    | Indian Wells, Spojené státy (5)           | tvrdý       | Stan Wawrinka         | 6–4, 7–5                                 |
| Vítěz     | 91.  | 2. dubna 2017      | Miami, Spojené státy (3)                  | tvrdý       | Rafael Nadal          | 6–3, 6–4                                 |
| Vítěz     | 92.  | 25. června 2017    | Halle, Německo (9)                        | tráva       | Alexander Zverev      | 6–1, 6–3                                 |
| Vítěz     | 93.  | 16. července 2017  | Wimbledon, Londýn, Velká Británie (8)     | tráva       | Marin Čilić           | 6–3, 6–1, 6–4                            |
| Finalista | 49.  | 13. srpna 2017     | Montreal, Kanada (4)                      | tvrdý       | Alexander Zverev      | 3–6, 4–6                                 |
| Vítěz     | 94.  | 15. října 2017     | Šanghaj, ČLR (2)                          | tvrdý       | Rafael Nadal          | 6–4, 6–3                                 |
| Vítěz     | 95.  | 29. října 2017     | Basilej, Švýcarsko (8)                    | tvrdý (h)   | Juan Martín del Potro | 6–7(5–7), 6–4, 6–3                       |
| Vítěz     | 96.  | 28. ledna 2018     | Australian Open, Melbourne, Austrálie (6) | tvrdý       | Marin Čilić           | 6–2, 6–7(5–7), 6–3, 3–6, 6–1             |
| Vítěz     | 97.  | 18. února 2018     | Rotterdam, Nizozemsko (3)                 | tvrdý (h)   | Grigor Dimitrov       | 6-2, 6-2                                 |
| Finalista | 50.  | 18. března 2018    | Indian Wells, Spojené státy (3)           | tvrdý       | Juan Martín del Potro | 4-6, 7-6(10-8), 6-7(2-7)                 |
| Vítěz     | 98.  | 17. června 2018    | Stuttgart, Německo                        | tráva       | Milos Raonic          | 6–4, 7–6(7–3)                            |
| Finalista | 51.  | 24. června 2018    | Halle, Německo                            | tráva       | Borna Ćorić           | 6–7(6–8), 6-3, 2-6                       |
| Finalista | 52.  | 19. srpna 2018     | Cincinnati, Spojené státy                 | tvrdý       | Novak Djoković        | 4-6, 4-6                                 |
| Vítěz     | 99.  | 28. října 2018     | Basilej, Švýcarsko (9)                    | tvrdý (h)   | Marius Copil          | 7–6(7–5), 6–4                            |
| Vítěz     | 100. | 2. března 2019     | Dubaj, Spojené arabské emiráty (8)        | tvrdý       | Stefanos Tsitsipas    | 6–4, 6–4                                 |
| Finalista | 53.  | 18. března 2019    | Indian Wells, Spojené státy (4)           | tvrdý       | Dominic Thiem         | 6–3, 3–6, 5–7                            |
| Vítěz     | 101. | 2. dubna 2019      | Miami, Spojené státy (4)                  | tvrdý       | John Isner            | 6–1, 6–4                                 |
| Vítěz     | 102. | 23. června 2019    | Halle, Německo (10)                       | tráva       | David Goffin          | 7–6(7–2), 6–1                            |
| Finalista | 54.  | 14. července 2019  | Wimbledon, Londýn, Velká Británie (4)     | tráva       | Novak Djoković        | 6–7(5–7), 6–1, 6–7(4–7), 6–4, 12–13(3–7) |
| Vítěz     | 103. | 27. října 2019     | Basilej, Švýcarsko (10)                   | tvrdý (h)   | Alex de Minaur        | 6–2, 6–2                                 |

#### Čtyřhra: 14 (8 výher, 6 proher)
| Stav      | č. | datum             | turnaj                      | povrch      | spoluhráč          | soupeři ve finále                  | výsledek                  |
| --------- | -- | ----------------- | --------------------------- | ----------- | ------------------ | ---------------------------------- | ------------------------- |
| Finalista | 1. | 29. října 2000    | Basilej, Švýcarsko          | koberec (h) | Dominik Hrbatý     | Donald Johnson Piet Norval         | 6–7(11–13), 6–4, 6–7(4–7) |
| Vítěz     | 1. | 25. února 2001    | Rotterdam, Nizozemsko       | tvrdý (h)   | Jonas Björkman     | Petr Pála Pavel Vízner             | 6–3, 6–0                  |
| Vítěz     | 2. | 15. července 2001 | Gstaad, Švýcarsko           | antuka      | Marat Safin        | Michael Hill Jeff Tarango          | 0–1skreč                  |
| Vítěz     | 3. | 24. února 2002    | Rotterdam, Nizozemsko (2)   | tvrdý (h)   | Max Mirnyj         | Mark Knowles Daniel Nestor         | 4–6, 6–3, [10–4]          |
| Finalista | 2. | 17. března 2002   | Indian Wells, Spojené státy | tvrdý       | Max Mirnyj         | Mark Knowles Daniel Nestor         | 4–6, 4–6                  |
| Vítěz     | 4. | 6. října 2002     | Moskva, Rusko               | koberec (h) | Max Mirnyj         | Joshua Eagle Sandon Stolle         | 6–4, 7–6(7–0)             |
| Vítěz     | 5. | 30. března 2003   | Miami, Spojené státy        | tvrdý       | Max Mirnyj         | Leander Paes David Rikl            | 7–5, 6–3                  |
| Vítěz     | 6. | 12. října 2003    | Vídeň, Rakousko             | tvrdý (h)   | Yves Allegro       | Mahesh Bhupathi Max Mirnyj         | 7–6(7), 7–5               |
| Finalista | 3. | 23. února 2003    | Rotterdam, Nizozemsko       | tvrdý (h)   | Max Mirnyj         | Wayne Arthurs Paul Hanley          | 7–6(4), 6–2               |
| Vítěz     | 7. | 12. června 2005   | Halle, Německo              | tráva       | Yves Allegro       | Joachim Johansson Marat Safin      | 7–5, 6–7(6–8), 6–3        |
| Vítěz     | 8. | 16. srpna 2008    | LOH – Peking, Čína          | tvrdý       | Stanislas Wawrinka | Simon Aspelin Thomas Johansson     | 6–3, 6–4, 6–7(4–7), 6–3   |
| Finalista | 5. | 19. března 2011   | Indian Wells, Spojené státy | tvrdý       | Stanislas Wawrinka | Alexandr Dolgopolov Xavier Malisse | 4–6, 7–6(7–5), [7–10]     |
| Finalista | 6. | 15. června 2014   | Halle, Německo              | tráva       | Marco Chiudinelli  | Andre Begemann Julian Knowle       | 6–1, 5–7, [10–12]         |

### ATP Challenger Tour

#### Dvouhra: 1 (1 výhra)
| Stav  | č. | datum          | turnaj                    | povrch    | soupeř ve finále | výsledek      |
| ----- | -- | -------------- | ------------------------- | --------- | ---------------- | ------------- |
| Vítěz | 1. | 31. října 1999 | Brest Challenger, Francie | tvrdý (h) | Max Mirnyj       | 7–6(7–4), 6–3 |

#### Čtyřhra: 1 (1 výhra)
| Stav  | č. | datum         | turnaj                        | povrch | spoluhráč    | soupeři ve finále               | výsledek      |
| ----- | -- | ------------- | ----------------------------- | ------ | ------------ | ------------------------------- | ------------- |
| Vítěz | 1. | 2. srpna 1999 | Segovia Challenger, Španělsko | tvrdý  | Sander Groen | Ota Fukárek Alejandro Hernández | 6–4, 7–6(7–5) |

### Exhibice

#### Dvouhra: 5 (3 výhry, 2 prohry)
| Stav      | č. | datum             | exhibice                                    | povrch    | soupeř ve finále   | výsledek              |
| --------- | -- | ----------------- | ------------------------------------------- | --------- | ------------------ | --------------------- |
| Vítěz     | 1. | 15. prosince 2001 | St. Anton Tele.Ring Tennis Trophy, Rakousko | tvrdý (h) | Markus Hipfl       | 2–6, 7–6(7–2), [10–7] |
| Vítěz     | 2. | 15. ledna 2005    | AAMI Classic, Austrálie                     | tvrdý     | Andy Roddick       | 6–4, 7–5              |
| Finalista | 1. | 14. ledna 2007    | AAMI Classic, Austrálie                     | tvrdý     | Andy Roddick       | 2–6, 6–3, 3–6         |
| Vítěz     | 3. | 17. ledna 2009    | AAMI Classic, Austrálie                     | tvrdý     | Stanislas Wawrinka | 6–1, 6–3              |
| Finalista | 2. | 1. ledna 2011     | Mubadala World Tennis Championship, SAE     | tvrdý     | Rafael Nadal       | 6–7(4–7), 6–7(3–7)    |

### Juniorský okruh ITF

#### Dvouhra: 6 (5 výher, 1 prohra)
| Stav      | č. | datum            | kat. | turnaj                     | povrch | soupeř ve finále  | výsledek |
| --------- | -- | ---------------- | ---- | -------------------------- | ------ | ----------------- | -------- |
| Vítěz     | 1. | 11. května 1997  | G2   | Prato, Itálie              | antuka | Luka Kutanjac     | 6–4, 6–0 |
| Vítěz     | 2. | 14. ledna 1998   | G2   | Viktorie, Austrálie        | tvrdý  | Julien Jeanpierre | 6–4, 6–4 |
| Vítěz     | 3. | 13. dubna 1998   | G2   | Florencie, Itálie          | antuka | Filippo Volandri  | 7–6, 6–3 |
| Vítěz     | 4. | 5. července 1998 | GA   | Wimbledon, Velká Británie  | tráva  | Irakli Labadze    | 6–4, 6–4 |
| Finalista | 1. | 13. září 1998    | GA   | US Open, Spojené státy     | tvrdý  | David Nalbandian  | 3–6, 5–7 |
| Vítěz     | 5. | 5. července 1998 | GA   | Orange Bowl, Spojené státy | tvrdý  | Guillermo Coria   | 7–5, 6–3 |

#### Čtyřhra: 4 (2 výhry, 2 prohry)
| Stav      | č. | datum            | kat. | turnaj                         | povrch | spoluhráč      | soupeři ve finále          | výsledek      |
| --------- | -- | ---------------- | ---- | ------------------------------ | ------ | -------------- | -------------------------- | ------------- |
| Finalista | 1. | 11. května 1997  | G2   | Prato, Itálie                  | antuka | Jun Kato       | Maxim Belski Tomáš Hájek   | 2–6, 2–6      |
| Finalista | 2. | 13. dubna 1998   | G2   | Florencie, Itálie              | antuka | Jun Kato       | Filippo Volandri Urus Vico | 3–6, 1–6      |
| Vítěz     | 1. | 26. června 1998  | G1   | Roehampton, Spojené království | tráva  | Olivier Rochus | Michaël Llodra Andy Ram    | 3–6, 6–4, 7–5 |
| Vítěz     | 2. | 5. července 1998 | GA   | Wimbledon, Spojené království  | tráva  | Olivier Rochus | Michaël Llodra Andy Ram    | 6–4, 6–4      |

## Chronologie výsledků

### Dvouhra
| Turnaj / sezóna | 1998           | 1999           | 2000           | 2001           | 2002        | 2003        | 2004  | 2005        | 2006        | 2007        | 2008  | 2009                 | 2010                 | 2011                 | 2012                 | 2013                 | 2014                 | 2015                 | 2016                 | 2017                 | 2018                 | 2019                 | 2020                 | 2021                 | 2022                 | SR                     | V–P                    | % výher                |
| --- | -------------- | -------------- | -------------- | -------------- | ----------- | ----------- | ----- | ----------- | ----------- | ----------- | ----- | -------------------- | -------------------- | -------------------- | -------------------- | -------------------- | -------------------- | -------------------- | -------------------- | -------------------- | -------------------- | -------------------- | -------------------- | -------------------- | -------------------- | ---------------------- | ---------------------- | ---------------------- |
| Grand Slam |                |                |                |                |             |             |       |             |             |             |       |                      |                      |                      |                      |                      |                      |                      |                      |                      |                      |                      |                      |                      |                      |                        |                        |                        |
| Australian Open | A              | Q1             | 3R             | 3R             | 4R          | 4R          | Vítěz | SF          | Vítěz       | Vítěz       | SF    | F                    | Vítěz                | SF                   | SF                   | SF                   | SF                   | 3R                   | SF                   | Vítěz                | Vítěz                | 4R                   | SF                   | A                    | A                    | 6 / 21                 | 102–15                 | 87 %                   |
| French Open | A              | 1R             | 4R             | QF             | 1R          | 1R          | 3R    | SF          | F           | F           | F     | Vítěz                | QF                   | F                    | SF                   | QF                   | 4R                   | QF                   | A                    | A                    | A                    | SF                   | A                    | 4R                   |                      | 1 / 19                 | 73–17                  | 81 %                   |
| Wimbledon | A              | 1R             | 1R             | QF             | 1R          | Vítěz       | Vítěz | Vítěz       | Vítěz       | Vítěz       | F     | Vítěz                | QF                   | QF                   | Vítěz                | 2R                   | F                    | F                    | SF                   | Vítěz                | QF                   | F                    | NH                   | QF                   |                      | 8 / 22                 | 105–14                 | 88 %                   |
| US Open | A              | Q2             | 3R             | 4R             | 4R          | 4R          | Vítěz | Vítěz       | Vítěz       | Vítěz       | Vítěz | F                    | SF                   | SF                   | QF                   | 4R                   | SF                   | F                    | A                    | QF                   | 4R                   | QF                   | A                    | A                    |                      | 5 / 19                 | 89–14                  | 86 %                   |
| výhry–prohry | 0–0            | 0–2            | 7–4            | 13–4           | 6–4         | 13–3        | 22–1  | 24–2        | 27–1        | 26–1        | 24–3  | 26–2                 | 20–3                 | 20–4                 | 19–3                 | 13–4                 | 19–4                 | 18–4                 | 10–2                 | 18–1                 | 14–2                 | 18–4                 | 5–1                  | 7–1                  | 0–0                  | 20 / 81                | 369–60                 | 86 %                   |
| Turnaj mistrů |                |                |                |                |             |             |       |             |             |             |       |                      |                      |                      |                      |                      |                      |                      |                      |                      |                      |                      |                      |                      |                      |                        |                        |                        |
| Turnaj mistrů | nekvalifikován | nekvalifikován | nekvalifikován | nekvalifikován | SF          | Vítěz       | Vítěz | F           | Vítěz       | Vítěz       | ZS    | SF                   | Vítěz                | Vítěz                | F                    | SF                   | F                    | F                    | DNQ                  | SF                   | SF                   | SF                   | A                    | DNQ                  |                      | 6 / 17                 | 59–17                  | 78 %                   |
| ATP Tour Masters 1000 |                |                |                |                |             |             |       |             |             |             |       |                      |                      |                      |                      |                      |                      |                      |                      |                      |                      |                      |                      |                      |                      |                        |                        |                        |
| Indian Wells | A              | A              | Q1             | 1R             | 3R          | 2R          | Vítěz | Vítěz       | Vítěz       | 2R          | SF    | SF                   | 3R                   | SF                   | Vítěz                | QF                   | F                    | F                    | A                    | Vítěz                | F                    | F                    | NH                   | A                    |                      | 5 / 18                 | 66–13                  | 84 %                   |
| Miami | A              | 1R             | 2R             | QF             | F           | QF          | 3R    | Vítěz       | Vítěz       | 4R          | QF    | SF                   | 4R                   | SF                   | 3R                   | A                    | QF                   | A                    | A                    | Vítěz                | 2K                   | Vítěz                | NH                   | A                    |                      | 4 / 18                 | 56–14                  | 78 %                   |
| Monte Carlo | A              | 1R             | 1R             | QF             | 2R          | A           | A     | QF          | F           | F           | F     | 3R                   | A                    | QF                   | A                    | A                    | F                    | 3R                   | ČF                   | A                    | A                    | A                    | NH                   | A                    |                      | 0 / 13                 | 30–13                  | 70 %                   |
| Madrid1) | A              | A              | 1R             | 1R             | Vítěz       | 3R          | Vítěz | Vítěz       | A           | Vítěz       | F     | Vítěz                | F                    | SF                   | Vítěz                | 3R                   | A                    | 2R                   | A                    | A                    | A                    | QF                   | NH                   | A                    |                      | 6 / 15                 | 49–9                   | 85 %                   |
| Řím | A              | A              | 1R             | 3R             | 1R          | F           | 2R    | A           | F           | 3R          | QF    | SF                   | 2R                   | 3R                   | SF                   | F                    | 2R                   | F                    | 3R                   | A                    | A                    | QF                   | A                    | A                    |                      | 0 / 17                 | 34–16                  | 67 %                   |
| Toronto / Montréal | A              | A              | 1R             | A              | 1R          | SF          | Vítěz | A           | Vítěz       | F           | 2R    | QF                   | F                    | 3R                   | A                    | A                    | F                    | A                    | A                    | F                    | A                    | A                    | NH                   | A                    |                      | 2 / 12                 | 35–10                  | 78 %                   |
| Cincinnati | A              | A              | 1R             | A              | 1R          | 2R          | 1R    | Vítěz       | 2R          | Vítěz       | 3R    | Vítěz                | Vítěz                | QF                   | Vítěz                | QF                   | Vítěz                | Vítěz                | A                    | A                    | F                    | 3R                   | A                    | A                    |                      | 7 / 17                 | 47–10                  | 82 %                   |
| Šanghaj2) | A              | A              | 2R             | 2R             | QF          | SF          | A     | A           | Vítěz       | F           | SF    | A                    | F                    | A                    | SF                   | 3R                   | Vítěz                | 2R                   | A                    | Vítěz                | SF                   | QF                   | NH                   | NH                   |                      | 3 / 15                 | 41–12                  | 78 %                   |
| Paříž | A              | A              | 1R             | 2R             | QF          | QF          | A     | A           | A           | 3R          | QF    | 2R                   | SF                   | Vítěz                | A                    | SF                   | QF                   | 3R                   | A                    | A                    | SF                   | A                    | A                    | A                    |                      | 1 / 13                 | 23–11                  | 68 %                   |
| výhry–prohry | 0–0            | 0–2            | 2–8            | 8–7            | 18–8        | 21–8        | 20–3  | 27–1        | 34–3        | 26–7        | 22–8  | 24–6                 | 22–7                 | 22–7                 | 23–3                 | 14–6                 | 28–6                 | 16–6                 | 3–2                  | 20–1                 | 14–5                 | 17–4                 | 0–0                  | 0–0                  | 0–0                  | 28 / 138               | 381–108                | 78 %                   |
| Reprezentace |                |                |                |                |             |             |       |             |             |             |       |                      |                      |                      |                      |                      |                      |                      |                      |                      |                      |                      |                      |                      |                      |                        |                        |                        |
| Letní olympiáda | nekonala se    | nekonala se    | 4.             | nekonala se    | nekonala se | nekonala se | 2R    | nekonala se | nekonala se | nekonala se | QF    | nekonala se          | nekonala se          | nekonala se          | 2.                   | nekonala se          | nekonala se          | nekonala se          | A                    | nekonala se          | nekonala se          | nekonala se          | nekonala se          | A                    | NH                   | 0 / 4                  | 13–5                   | 72 %                   |
| Davis Cup |                | QF             | 1R             | QF             | 1R          | SF          | QF    | baráž       | baráž       | baráž       | baráž | baráž                |                      | baráž                | 1R                   | A                    | Vítěz                | baráž                | A                    | A                    | A                    | A                    | NH                   | A                    |                      | 1 / 15                 | 40–8                   | 83 %                   |
| Celkové statistiky |                |                |                |                |             |             |       |             |             |             |       |                      |                      |                      |                      |                      |                      |                      |                      |                      |                      |                      |                      |                      |                      |                        |                        |                        |
| | 1998           | 1999           | 2000           | 2001           | 2002        | 2003        | 2004  | 2005        | 2006        | 2007        | 2008  | 2009                 | 2010                 | 2011                 | 2012                 | 2013                 | 2014                 | 2015                 | 2016                 | 2017                 | 2018                 | 2019                 | 2020                 | 2021                 | 2022                 | SR                     | V–P                    | % výher                |
| turnaje | 3              | 14             | 28             | 21             | 25          | 23          | 17    | 15          | 17          | 16          | 19    | 15                   | 18                   | 16                   | 17                   | 17                   | 17                   | 17                   | 7                    | 12                   | 13                   | 14                   | 1                    | 5                    | 0                    | 367 turnajových účastí | 367 turnajových účastí | 367 turnajových účastí |
| tituly | 0              | 0              | 0              | 1              | 3           | 7           | 11    | 11          | 12          | 8           | 4     | 4                    | 5                    | 4                    | 6                    | 1                    | 5                    | 6                    | 0                    | 7                    | 4                    | 4                    | 0                    | 0                    | 0                    | 103 vyhraných titulů   | 103 vyhraných titulů   | 103 vyhraných titulů   |
| finále | 0              | 0              | 2              | 3              | 5           | 9           | 11    | 12          | 16          | 12          | 8     | 7                    | 9                    | 6                    | 10                   | 3                    | 11                   | 11                   | 1                    | 8                    | 7                    | 6                    | 0                    | 0                    | 0                    | 157 finálových účastí  | 157 finálových účastí  | 157 finálových účastí  |
| tvrdý V–P | 2–2            | 4–6            | 27–16          | 21–9           | 30–11       | 46–11       | 46–4  | 50–1        | 59–2        | 44–6        | 34–10 | 36–10                | 47–7                 | 46–7                 | 41–7                 | 28–11                | 56–7                 | 39–6                 | 8–2                  | 40–4                 | 36–8                 | 33–7                 | 5–1                  | 1–1                  | 0–0                  | 71 / 221               | 783–156                | 83 %                   |
| tráva V–P | 0–0            | 0–2            | 2–3            | 9–3            | 5–3         | 12–0        | 12–0  | 12–0        | 12–0        | 6–0         | 11–1  | 7–0                  | 8–2                  | 6–1                  | 15–2                 | 5–1                  | 9–1                  | 11–1                 | 10–3                 | 12–1                 | 12–2                 | 11–1                 | 0–0                  | 5–2                  | 0–0                  | 19 / 48                | 192–29                 | 87 %                   |
| antuka V–P | 0–1            | 0–5            | 3–7            | 9–5            | 12–4        | 15–4        | 16–2  | 15–2        | 16–3        | 16–3        | 21–4  | 18–2                 | 10–4                 | 12–4                 | 15–3                 | 12–5                 | 8–4                  | 13–4                 | 3–2                  | 0–0                  | 0–0                  | 9–2                  | 0–0                  | 3–1                  | 0–0                  | 11 / 80                | 226–71                 | 76 %                   |
| koberec V–P | 0–0            | 9–4            | 4–4            | 10–4           | 11–4        | 5–2         | 0–0   | 4–1         | 5–0         | 2–0         | 0–0   | ATP koberec vyřadila | ATP koberec vyřadila | ATP koberec vyřadila | ATP koberec vyřadila | ATP koberec vyřadila | ATP koberec vyřadila | ATP koberec vyřadila | ATP koberec vyřadila | ATP koberec vyřadila | ATP koberec vyřadila | ATP koberec vyřadila | ATP koberec vyřadila | ATP koberec vyřadila | ATP koberec vyřadila | 2 / 18                 | 46–15                  | 75 %                   |
| venku V–P | 0–1            | 1–10           | 15–20          | 28–13          | 34–15       | 55–13       | 63–5  | 66–3        | 75–5        | 52–6        | 54–12 | 55–8                 | 48–12                | 48–12                | 60–8                 | 34–12                | 56–10                | 51–9                 | 21–7                 | 44–4                 | 34–7                 | 53–10                | 5–1                  | 9–4                  | 0–0                  | 77 / 281               | 953–205                | 82 %                   |
| hala V–P | 2–2            | 12–7           | 21–10          | 21–8           | 24–7        | 23–4        | 11–1  | 15–1        | 17–0        | 16–3        | 12–3  | 6–4                  | 17–1                 | 16–0                 | 11–4                 | 11–5                 | 17–2                 | 12–2                 | 0–0                  | 8–1                  | 14–3                 | 8–2                  | 0–0                  | 0–0                  | 0–0                  | 26 / 86                | 298–70                 | 81 %                   |
| výhry–prohry | 2–3            | 13–17          | 36–30          | 49–21          | 58–22       | 78–17       | 74–6  | 81–4        | 92–5        | 68–9        | 66–15 | 61–12                | 65–13                | 64–12                | 71–12                | 45–17                | 73–12                | 63–11                | 21–7                 | 52–5                 | 48–10                | 53–10                | 5–1                  | 9–4                  | 0–0                  | 103 / 367              | 1251–275               | 82 %                   |
| % výher | 40 %           | 43 %           | 55 %           | 70 %           | 73 %        | 82 %        | 93 %  | 95 %        | 95 %        | 88 %        | 81 %  | 84 %                 | 83 %                 | 84 %                 | 86 %                 | 73 %                 | 86 %                 | 85 %                 | 73 %                 | 91 %                 | 83 %                 | 84 %                 | 83 %                 | 69 %                 | 0 %                  | 82 %                   | 82 %                   | 82 %                   |
| konečný žebříček | 301.           | 64.            | 29.            | 13.            | 6.          | 2.          | 1.    | 1.          | 1.          | 1.          | 2.    | 1.                   | 2.                   | 3.                   | 2.                   | 6.                   | 2.                   | 3.                   | 16.                  | 2.                   | 3.                   | 3.                   | 5.                   | 16.                  |                      | 130 594 339 USD        | 130 594 339 USD        | 130 594 339 USD        |
| Aktualizováno k 2. lednu 2022 |                |                |                |                |             |             |       |             |             |             |       |                      |                      |                      |                      |                      |                      |                      |                      |                      |                      |                      |                      |                      |                      |                        |                        |                        |
| 1) – Hamburg Masters v kategorii do roku 2008, od 2009 jej nahradil Madrid Masters hraný na antuce. 2) – Stuttgart Masters v kategorii do roku 2001, mezi lety 2002–2008 jej nahradil Madrid Masters na tvrdém povrchu, od 2009 do kategorie zařazen Shanghai Masters. |                |                |                |                |             |             |       |             |             |             |       |                      |                      |                      |                      |                      |                      |                      |                      |                      |                      |                      |                      |                      |                      |                        |                        |                        |

### Čtyřhra
| Turnaj / sezóna                    | 1999                       | 2000                       | 2001                       | 2002                       | 2003        | 2004       | 2005                       | 2006                       | 2007                       | 2008                       | 2009                 | 2010                 | 2011                 | 2012                 | 2013                 | 2014                 | 2015                 | SR     | V–P    | % výher |
| ---------------------------------- | -------------------------- | -------------------------- | -------------------------- | -------------------------- | ----------- | ---------- | -------------------------- | -------------------------- | -------------------------- | -------------------------- | -------------------- | -------------------- | -------------------- | -------------------- | -------------------- | -------------------- | -------------------- | ------ | ------ | ------- |
| Grand Slam                         |                            |                            |                            |                            |             |            |                            |                            |                            |                            |                      |                      |                      |                      |                      |                      |                      |        |        |         |
| Australian Open                    |                            | 1R                         | 1R                         |                            | 3R          | 1R         |                            |                            |                            |                            |                      |                      |                      |                      |                      |                      |                      | 0 / 4  | 2–4    | 33 %    |
| French Open                        |                            | 1R                         |                            |                            |             |            |                            |                            |                            |                            |                      |                      |                      |                      |                      |                      |                      | 0 / 1  | 0–1    | 0 %     |
| Wimbledon                          | 3R                         | QF                         | 3R                         |                            |             |            |                            |                            |                            |                            |                      |                      |                      |                      |                      |                      |                      | 0 / 3  | 7–3    | 70 %    |
| US Open                            |                            | 2R                         |                            | 3R                         |             |            |                            |                            |                            |                            |                      |                      |                      |                      |                      |                      |                      | 0 / 2  | 3–2    | 60 %    |
| výhry–prohry                       | 2–1                        | 4–4                        | 2–2                        | 2–1                        | 2–1         | 0–1        | 0–0                        | 0–0                        | 0–0                        | 0–0                        | 0–0                  | 0–0                  | 0–0                  | 0–0                  | 0–0                  | 0–0                  | 0–0                  | 0 / 10 | 12–10  | 55 %    |
| Olympijské hry                     |                            |                            |                            |                            |             |            |                            |                            |                            |                            |                      |                      |                      |                      |                      |                      |                      |        |        |         |
| Letní olympiáda                    | NH                         |                            | nekonala se                | nekonala se                | nekonala se | 2R         | nekonala se                | nekonala se                | nekonala se                | Vítěz                      | nekonala se          | nekonala se          | nekonala se          | 2R                   | nekonala se          | nekonala se          | nekonala se          | 1 / 3  | 7–2    | 78 %    |
| ATP World Tour Masters 1000        |                            |                            |                            |                            |             |            |                            |                            |                            |                            |                      |                      |                      |                      |                      |                      |                      |        |        |         |
| Indian Wells                       |                            | SF                         | 2R                         | F                          | QF          | 2R         |                            | 1R                         | 2R                         |                            | 1R                   |                      | F                    |                      |                      | SF                   | 1R                   | 0 / 11 | 18–11  | 62 %    |
| Miami                              |                            | 2R                         | 3R                         | SF                         | Vítěz       |            |                            |                            |                            |                            |                      |                      |                      |                      |                      |                      |                      | 1 / 4  | 10–3   | 77 %    |
| Monte Carlo                        |                            | SF                         | 2R                         | 1R                         |             |            |                            | QF                         |                            |                            |                      |                      |                      |                      |                      |                      |                      | 0 / 4  | 6–4    | 60 %    |
| Řím                                |                            |                            | 1R                         | 2R                         | QF          | 2R         |                            |                            | 1R                         |                            |                      | QF                   |                      |                      |                      |                      |                      | 0 / 6  | 6–6    | 50 %    |
| Madrid                             |                            | 2R                         |                            |                            |             |            |                            |                            |                            |                            |                      |                      |                      |                      |                      |                      |                      | 0 / 1  | 1–1    | 50 %    |
| Hamburk                            |                            | QF                         | 1R                         |                            |             |            | 2R                         |                            | 1R                         |                            | ne jako Masters 1000 | ne jako Masters 1000 | ne jako Masters 1000 | ne jako Masters 1000 | ne jako Masters 1000 | ne jako Masters 1000 | ne jako Masters 1000 | 0 / 4  | 3–4    | 43 %    |
| Toronto / Montréal                 |                            | 1R                         |                            | QF                         |             |            |                            |                            | 2R                         | 2R                         |                      |                      |                      |                      |                      |                      |                      | 0 / 4  | 4–4    | 50 %    |
| Cincinnati                         |                            | QF                         |                            | 2R                         |             |            | 1R                         |                            |                            |                            |                      |                      |                      |                      |                      |                      |                      | 0 / 3  | 3–2    | 60 %    |
| Šanghaj                            | ne jako ATP Masters Series | ne jako ATP Masters Series | ne jako ATP Masters Series | ne jako ATP Masters Series | nekonal se  | nekonal se | ne jako ATP Masters Series | ne jako ATP Masters Series | ne jako ATP Masters Series | ne jako ATP Masters Series |                      |                      |                      |                      | 2R                   |                      |                      | 0 / 1  | 1–1    | 50 %    |
| Paříž                              |                            | 2R                         |                            |                            |             |            |                            |                            |                            |                            |                      |                      |                      |                      |                      |                      |                      | 0 / 1  | 0–1    | 0 %     |
| výhry–prohry                       | 0–0                        | 12–8                       | 3–5                        | 11–5                       | 8–2         | 2–2        | 1–2                        | 2–2                        | 2–4                        | 1–1                        | 0–1                  | 2–1                  | 4–1                  | 0–0                  | 1–1                  | 8–4                  | 0–3                  | 8 / 90 | 129–89 | 59 %    |
| konečný žebříček                   | 166.                       | 32.                        | 66.                        | 25.                        | 34.         | 168.       | 173.                       | 376.                       | 249.                       | 574.                       | —                    | 330.                 | 134.                 | 1276.                | 560.                 | 100.                 | —                    |        |        |         |
| Aktualizováno k 27. listopadu 2017 |                            |                            |                            |                            |             |            |                            |                            |                            |                            |                      |                      |                      |                      |                      |                      |                      |        |        |         |

| Legenda | Legenda                                   | Legenda | Legenda                     |
| ------- | ----------------------------------------- | ------- | --------------------------- |
| SR      | poměr vyhraných turnajů ku všem odehraným | W–L V–P | výhry–prohry                |
| NH      | daný rok se turnaj nekonal                | A       | turnaje se hráč nezúčastnil |
| 1Q / LQ | prohra v (kole) kvalifikace               | 1k / 1R | prohra v daném kole turnaje |
| QF / ČF | prohra ve čtvrtfinále                     | SF      | prohra v semifinále         |
| F       | prohra ve finále                          | Vítěz   | vítězství v turnaji         |

## Poměr vzájemných utkání se soupeři
Přehled uvádí Federerův poměr vzájemných utkání dvouhry s hlavními soupeři na okruzích ATP a ITF od sezóny 1998, kdy se stal profesionálem. Podmínkou jsou alespoň dvě odehraná utkání s konkrétním soupeřem.
| Soupeř                                                                        | ATP | utkání   | výhry | prohry | % výher | poslední utkání                                          |
| ----------------------------------------------------------------------------- | --- | -------- | ----- | ------ | ------- | -------------------------------------------------------- |
| Rafael NadalH2H                                                               | 1.  | 40       | 16    | 24     | 40      | výhra 7–6(7–3), 1–6, 6–3, 6–4 ve Wimbledonu 2019         |
| Novak DjokovićH2H                                                             | 1.  | 50rekord | 23    | 27     | 46      | prohra 6–7(1–7), 4–6, 3–6 na Australian Open 2020        |
| Tim Henman                                                                    | 4.  | 13       | 7     | 6      | 53,8    | výhra 6–3, 6–3 na Japan Open 2006                        |
| Andy Murray                                                                   | 2.  | 25       | 14    | 11     | 56,0    | výhra 6–3, 7–6 na Cincinnati Masters 2015                |
| David Nalbandian                                                              | 3.  | 19       | 11    | 8      | 57,9    | výhra 6–4, 6–2, 6–4 ve Wimbledonu 2011                   |
| Jo-Wilfried Tsonga                                                            | 5.  | 17       | 11    | 6      | 64,7    | prohra 6–3, 2–6, 5–7 na Monte-Carlo Masters 2016         |
| Lleyton Hewitt                                                                | 1.  | 27       | 18    | 9      | 66,7    | prohra 1–6, 6–4, 3–6 na Brisbane International 2014      |
| Andre Agassi                                                                  | 1.  | 11       | 8     | 3      | 72,7    | výhra 6–3, 2–6, 7–61, 6–1 na US Open 2005                |
| Arnaud Clément                                                                | 10. | 11       | 8     | 3      | 72,7    | výhra 6–2, 6–4, 6–2 ve Wimbledonu 2010                   |
| Juan Martín del Potro                                                         | 3.  | 25       | 18    | 7      | 72      | prohra 4–6, 7–6(10–8), 6–7(2–7) na BNP Paribas Open 2018 |
| Tomáš Berdych                                                                 | 4.  | 26       | 20    | 6      | 77      | výhra 7–6(7–1), 6–3, 6–4 na Australian Open 2018         |
| Tommy Haas                                                                    | 2.  | 17       | 13    | 4      | 76,5    | prohra 6–2, 64–7, 4–6 na Stuttgart Open 2017             |
| Milos Raonic                                                                  | 4.  | 14       | 11    | 3      | 79      | výhra 6–4, 7–6(7–3) na Stuttgart Open 2018               |
| Juan Carlos Ferrero                                                           | 1.  | 13       | 10    | 3      | 76,9    | výhra 6–2, 5–7, 6–1 na Rome Masters 2012                 |
| Nicolas Kiefer                                                                | 4.  | 15       | 12    | 3      | 80,0    | výhra 6–4, 6–1 na Miami Masters 2009                     |
| Ivan Ljubičić                                                                 | 3.  | 16       | 13    | 3      | 81,3    | výhra 7–6, 6–2 na Stockholm Open 2010                    |
| Fabrice Santoro                                                               | 17. | 11       | 9     | 2      | 81,8    | výhra 6–1, 6–2, 6–0 na Australian Open 2008              |
| Marat Safin                                                                   | 1.  | 12       | 10    | 2      | 83,3    | výhra 6–3, 6–2, 7–65 na Australian Open 2009             |
| Radek Štěpánek                                                                | 8.  | 16       | 14    | 2      | 87,5    | výhra 6–1, 6–2 na Monte-Carlo 2014                       |
| Stan Wawrinka                                                                 | 3.  | 26       | 23    | 3      | 88,0    | výhra 7–6(7–4), 4–6, 7–6(7–5), 6–4 na French Open 2019   |
| Andy RoddickH2H                                                               | 1.  | 24       | 21    | 3      | 87,5    | prohra 7–64, 1–6, 6–4 na Miami Masters 2012              |
| Richard Gasquet                                                               | 7.  | 19       | 17    | 2      | 89      | výhra 6–2, 7–5, 6–4 na Australian Open 2018              |
| Nikolaj Davyděnko                                                             | 3.  | 21       | 19    | 2      | 90,5    | výhra 6–2, 6–2 na Dubai Championships 2013               |
| Xavier Malisse                                                                | 19. | 11       | 10    | 1      | 90,9    | výhra 7–61, 6–1, 4–6, 6–3 ve Wimbledonu 2012             |
| James Blake                                                                   | 4.  | 11       | 10    | 1      | 90,9    | výhra 6–4, 6–1 na Cincinnati Masters 2011                |
| Tommy Robredo                                                                 | 5.  | 12       | 11    | 1      | 91,7    | výhra 6–1, 6–4, 6–4 ve Wimbledonu 2014                   |
| Fernando González                                                             | 5.  | 13       | 12    | 1      | 92,3    | výhra 6–3, 5–7, 6–2 na Indian Wells Masters 2009         |
| Ivo Karlović                                                                  | 14. | 14       | 13    | 1      | 92,8    | výhra 7–6, 7–6 na Halle Open 2015                        |
| Robin Söderling                                                               | 4.  | 17       | 16    | 1      | 94,1    | výhra 7–62, 6–4 na Madrid Masters 2011                   |
| Feliciano López                                                               | 15. | 13       | 13    | 0      | 100     | výhra 6–3, 6–3, 7–5 na US Open 2017                      |
| Jarkko Nieminen                                                               | 13. | 15       | 15    | 0      | 100     | výhra 6–2, 7–5 na Istanbul Open 2015                     |
| Michail Južnyj                                                                | 8.  | 17       | 17    | 0      | 100     | výhra 6–1, 63–7, 4–6, 6–4, 6–2 na US Open 2017           |
| David Ferrer                                                                  | 3.  | 17       | 17    | 0      | 100     | výhra 4–6, 6–4, 6–2 na Canada Masters 2017               |
| ATP – nejvyšší postavení hráče na žebříčku ATP Aktualizováno k 22. lednu 2022 |     |          |       |        |         |                                                          |

## Výhry nad hráči Top 10
Přehled uvádí Federerovy vyhrané zápasy ve dvouhře nad tenisty, kteří v době utkání figurovali do 10. místa žebříčku ATP.
Švýcar jako první tenista vyhrál více než 200 zápasů s hráči elitní světové desítky a v otevřené éře s nimi dosáhl nejvyššího počtu vítězných zápasů při poměru 224–123.

### Přehled sezón
| Sezóna      | 1999 | 2000 | 2001 | 2002 | 2003 | 2004 | 2005 | 2006 | 2007 | 2008 | 2009 | 2010 | 2011 | 2012 | 2013 | 2014 | 2015 | 2016 | 2017 | 2018 | 2019 | Celkem |
| počet výher | 1    | 3    | 5    | 10   | 9    | 18   | 15   | 19   | 17   | 7    | 15   | 16   | 10   | 16   | 6    | 17   | 15   | 1    | 14   | 5    | 7    | 224    |

### Přehled výher
| č. | hráč Top 10           | ATP | událost                                       | povrch      | fáze    | výsledek                            | Federer |
| --- | --------------------- | --- | --------------------------------------------- | ----------- | ------- | ----------------------------------- | ------- |
| Sezóna 1999 |                       |     |                                               |             |         |                                     |         |
| 1. | Carlos Moyà           | 5.  | Marseille, Francie                            | tvrdý (h)   | 1. kolo | 7–6(7–1), 3–6, 6–3                  | 243.    |
| Sezóna 2000 |                       |     |                                               |             |         |                                     |         |
| 2. | Nicolas Kiefer        | 4.  | Londýn, Spojené království                    | tvrdý (h)   | 1. kolo | 6–2, 6–3                            | 66.     |
| 3. | Magnus Norman         | 4.  | Vídeň, Rakousko                               | tvrdý (h)   | 1. kolo | 4–6, 7–6(7–4), 6–4                  | 31.     |
| 4. | Lleyton Hewitt        | 9.  | Basilej, Švýcarsko                            | koberec (h) | SF      | 6–4, 5–7, 7–6(8–6)                  | 34.     |
| Sezóna 2001 |                       |     |                                               |             |         |                                     |         |
| 5. | Jevgenij Kafelnikov   | 7.  | Milán, Itálie                                 | koberec (h) | SF      | 6–2, 6–7(4–7), 6–3                  | 21.     |
| 6. | Àlex Corretja         | 8.  | Rotterdam, Nizozemsko                         | tvrdý (h)   | QF      | 6–4, 6–2                            | 23.     |
| 7. | Arnaud Clément        | 10  | Davis Cup, Neuchâtel, Švýcarsko               | koberec (h) | ZS      | 6–4, 3–6, 7–6(7–5), 6–4             | 21.     |
| 8. | Marat Safin           | 2.  | Řím, Itálie                                   | antuka      | 2. kolo | 4–6, 6–4, 7–6(7–5)                  | 18.     |
| 9. | Pete Sampras          | 6.  | Wimbledon, Londýn, Spojené království         | tráva       | 4. kolo | 7–6(9–7), 5–7, 6–4, 6–7(2–7), 7–5   | 15.     |
| Sezóna 2002 |                       |     |                                               |             |         |                                     |         |
| 10. | Marat Safin           | 7.  | Davis Cup, Moskva, Rusko                      | antuka (h)  | ZS      | 7–5, 6–1, 6–2                       | 13.     |
| 11. | Jevgenij Kafelnikov   | 4.  | Davis Cup, Moskva, Rusko                      | antuka (h)  | ZS      | 7–6(8–6), 6–1, 6–1                  | 13.     |
| 12. | Tim Henman            | 6.  | Miami, Spojené státy                          | tvrdý       | 4. kolo | 6–2skreč                            | 14.     |
| 13. | Lleyton Hewitt        | 1.  | Miami, USA                                    | tvrdý       | SF      | 6–3, 6–4                            | 14.     |
| 14. | Gustavo Kuerten       | 7.  | Hamburk, Německo                              | antuka      | QF      | 6–0, 1–6, 6–2                       | 14.     |
| 15. | Marat Safin           | 5.  | Hamburk, Německo                              | antuka      | F       | 6–1, 6–3, 6–4                       | 14.     |
| 16. | Carlos Moyá           | 9.  | Vídeň, Rakousko                               | tvrdý (h)   | SF      | 6–2, 6–3                            | 13.     |
| 17. | Tommy Haas            | 7.  | Paříž, Francie                                | koberec (h) | 3.      | 6–2, 7–6(7–2)                       | 8.      |
| 18. | Juan Carlos Ferrero   | 4.  | Tennis Masters Cup, Šanghaj, Čína             | tvrdý (h)   | ZS      | 6–3, 6–4                            | 6.      |
| 19. | Jiří Novák            | 7.  | Tennis Masters Cup, Šanghaj, Čína             | tvrdý (h)   | ZS      | 6–0, 4–6, 6–2                       | 6.      |
| Sezóna 2003 |                       |     |                                               |             |         |                                     |         |
| 20. | Jiří Novák            | 10. | Dubai, Spojené arabské emiráty                | tvrdý       | F       | 6–1, 7–6(7–2)                       | 5.      |
| 21. | Juan Carlos Ferrero   | 3.  | Řím, Itálie                                   | antuka      | SF      | 6–4, 4–2skreč                       | 5.      |
| 22. | Andy Roddick          | 6.  | Wimbledon, Londýn, Velká Británie             | tráva       | SF      | 7–6(8–6), 6–3, 6–3                  | 5.      |
| 23. | Carlos Moyá           | 7.  | Vídeň, Rakousko                               | tvrdý (h)   | F       | 6–3, 6–3, 6–3                       | 3.      |
| 24. | Andre Agassi          | 5.  | Tennis Masters Cup, Houston, USA              | tvrdý       | ZS      | 6–7(3–7), 6–3, 7–6(9–7)             | 3.      |
| 25. | David Nalbandian      | 8.  | Tennis Masters Cup, Houston, USA              | tvrdý       | ZS      | 6–3, 6–0                            | 3.      |
| 26. | Juan Carlos Ferrero   | 2.  | Tennis Masters Cup, Houston, USA              | tvrdý       | ZS      | 6–3, 6–1                            | 3.      |
| 27. | Andy Roddick          | 1.  | Tennis Masters Cup, Houston, USA              | tvrdý       | SF      | 7–6(7–2), 6–2                       | 3.      |
| 28. | Andre Agassi          | 5.  | Tennis Masters Cup, Houston, USA              | tvrdý       | F       | 6–3, 6–0, 6–4                       | 3.      |
| Sezóna 2004 |                       |     |                                               |             |         |                                     |         |
| 29. | David Nalbandian      | 8.  | Australian Open, Melbourne, Austrálie         | tvrdý       | QF      | 7–5, 6–4, 5–7, 6–3                  | 2.      |
| 30. | Juan Carlos Ferrero   | 3.  | Australian Open, Melbourne, Austrálie         | tvrdý       | SF      | 6–4, 6–1, 6–4                       | 2.      |
| 31. | Andre Agassi          | 5.  | Indian Wells, USA                             | tvrdý       | SF      | 4–6, 6–3, 6–4                       | 1.      |
| 32. | Tim Henman            | 10. | Indian Wells, USA                             | tvrdý       | F       | 6–3, 6–3                            | 1.      |
| 33. | Carlos Moyá           | 8.  | Hamburk, Německo                              | antuka      | QF      | 6–4, 6–3                            | 1.      |
| 34. | Guillermo Coria       | 3.  | Hamburk, Německo                              | antuka      | F       | 4–6, 6–4, 6–2, 6–3                  | 1.      |
| 35. | Lleyton Hewitt        | 10. | Wimbledon, Londýn, Velká Británie             | tráva       | QF      | 6–1, 6–7(1–7), 6–0, 6–4             | 1.      |
| 36. | Andy Roddick          | 2.  | Wimbledon, Londýn, Velká Británie             | tráva       | F       | 4–6, 7–5, 7–6(7–3), 6–4             | 1.      |
| 37. | Andy Roddick          | 2.  | Toronto, Kanada                               | tvrdý       | F       | 7–5, 6–3                            | 1.      |
| 38. | Andre Agassi          | 7.  | US Open, New York, USA                        | tvrdý       | QF      | 6–3, 2–6, 7–5, 3–6, 6–3             | 1.      |
| 39. | Tim Henman            | 6.  | US Open, New York, USA                        | tvrdý       | SF      | 6–3, 6–4, 6–4                       | 1.      |
| 40. | Lleyton Hewitt        | 5.  | US Open, New York, USA                        | tvrdý       | F       | 6–0, 7–6(7–3), 6–0                  | 1.      |
| 41. | Andy Roddick          | 2.  | Bangkok, Thajsko                              | tvrdý (h)   | F       | 6–4, 6–0                            | 1.      |
| 42. | Gastón Gaudio         | 10. | Tennis Masters Cup, Houston, USA              | tvrdý       | ZS      | 6–1, 7–6(7–4)                       | 1.      |
| 43. | Lleyton Hewitt        | 3.  | Tennis Masters Cup, Houston, USA              | tvrdý       | ZS      | 6–3, 6–4                            | 1.      |
| 44. | Carlos Moyá           | 5.  | Tennis Masters Cup, Houston, USA              | tvrdý       | ZS      | 6–3, 3–6, 6–3                       | 1.      |
| 45. | Marat Safin           | 4.  | Tennis Masters Cup, Houston, USA              | tvrdý       | SF      | 6–3, 7–6(20–18)                     | 1.      |
| 46. | Lleyton Hewitt        | 3.  | Tennis Masters Cup, Houston, USA              | tvrdý       | F       | 6–3, 6–2                            | 1.      |
| Sezóna 2005 |                       |     |                                               |             |         |                                     |         |
| 47. | Andre Agassi          | 8.  | Australian Open, Melbourne, Austrálie         | tvrdý       | QF      | 6–3, 6–4, 6–4                       | 1.      |
| 48. | Andre Agassi          | 10. | Dubaj, Spojené arabské emiráty                | tvrdý       | QF      | 6–3, 6–1                            | 1.      |
| 49. | Lleyton Hewitt        | 2.  | Indian Wells, USA                             | tvrdý       | F       | 6–2, 6–4, 6–4                       | 1.      |
| 50. | Tim Henman            | 7.  | Miami, USA                                    | tvrdý       | QF      | 6–4, 6–2                            | 1.      |
| 51. | Andre Agassi          | 10. | Miami, USA                                    | tvrdý       | SF      | 6–4, 6–3                            | 1.      |
| 52. | Guillermo Coria       | 8.  | Hamburk, Německo                              | antuka      | QF      | 6–4, 7–6(7–3)                       | 1.      |
| 53. | Marat Safin           | 5.  | Halle, Německo                                | tráva       | F       | 6–4, 6–7(6–8), 6–4                  | 1.      |
| 54. | Lleyton Hewitt        | 2.  | Wimbledon, Londýn, Velká Británie             | tráva       | SF      | 6–3, 6–4, 7–6(7–4)                  | 1.      |
| 55. | Andy Roddick          | 4.  | Wimbledon, Londýn, Velká Británie             | tráva       | F       | 6–2, 7–6(7–2), 6–4                  | 1.      |
| 56. | Andy Roddick          | 5.  | Cincinnati, USA                               | tvrdý       | F       | 6–3, 7–5                            | 1.      |
| 57. | Lleyton Hewitt        | 4.  | US Open, New York, USA                        | tvrdý       | SF      | 6–3, 7–6(7–0), 4–6, 6–3             | 1.      |
| 58. | Andre Agassi          | 7.  | US Open, New York, USA                        | tvrdý       | F       | 6–3, 2–6, 7–6(7–1), 6–1             | 1.      |
| 59. | Ivan Ljubičić         | 8.  | Tennis Masters Cup, Šanghaj, Čína             | koberec (h) | ZS      | 6–3, 2–6, 7–6(7–4)                  | 1.      |
| 60. | Guillermo Coria       | 6.  | Tennis Masters Cup, Šanghaj, Čína             | koberec (h) | ZS      | 6–0, 1–6, 6–2                       | 1.      |
| 61. | Gastón Gaudio         | 9.  | Tennis Masters Cup, Šanghaj, Čína             | koberec (h) | SF      | 6–0, 6–0                            | 1.      |
| Sezóna 2006 |                       |     |                                               |             |         |                                     |         |
| 62. | Nikolaj Davyděnko     | 5.  | Australian Open, Melbourne, Austrálie         | tvrdý       | QF      | 6–4, 3–6, 7–6(9–7), 7–6(7–5)        | 1.      |
| 63. | Ivan Ljubičić         | 6.  | Indian Wells, USA                             | tvrdý       | QF      | 6–2, 6–3                            | 1.      |
| 64. | James Blake           | 9.  | Miami, USA                                    | tvrdý       | QF      | 7–6(7–2), 6–4                       | 1.      |
| 65. | Ivan Ljubičić         | 6.  | Miami, USA                                    | tvrdý       | F       | 7–6(7–5), 7–6(7–4), 7–6(8–6)        | 1.      |
| 66. | David Nalbandian      | 3.  | Řím, Itálie                                   | antuka      | SF      | 6–3, 3–6, 7–6(7–5)                  | 1.      |
| 67. | David Nalbandian      | 3.  | French Open, Paříž, Francie                   | antuka      | SF      | 3–6, 6–4, 5–2skreč                  | 1.      |
| 68. | Mario Ančić           | 10. | Wimbledon, Londýn, Velká Británie             | tráva       | QF      | 6–4, 6–4, 6–4                       | 1.      |
| 69. | Rafael Nadal          | 2.  | Wimbledon, Londýn, Velká Británie             | tráva       | F       | 6–0, 7–6(7–5), 6–7(2–7), 6–3        | 1.      |
| 70. | James Blake           | 7.  | US Open, New York, USA                        | tvrdý       | QF      | 7–6(9–7), 6–0, 6–7(9–11), 6–4       | 1.      |
| 71. | Nikolaj Davyděnko     | 6.  | US Open, New York, USA                        | tvrdý       | SF      | 6–1, 7–5, 6–4                       | 1.      |
| 72. | Andy Roddick          | 10. | US Open, New York, USA                        | tvrdý       | F       | 6–2, 4–6, 7–5, 6–1                  | 1.      |
| 73. | David Nalbandian      | 4.  | Madrid, Španělsko                             | tvrdý (h)   | SF      | 6–4, 6–0                            | 1.      |
| 74. | Fernando González     | 10. | Madrid, Španělsko                             | tvrdý (h)   | F       | 7–5, 6–1, 6–0                       | 1.      |
| 75. | Fernando González     | 7.  | Basilej, Švýcarsko                            | koberec (h) | F       | 6–3, 6–2, 7–6(7–3)                  | 1.      |
| 76. | David Nalbandian      | 7.  | Tennis Masters Cup, Šanghaj, Čína             | tvrdý (h)   | ZS      | 3–6, 6–1, 6–1                       | 1.      |
| 77. | Andy Roddick          | 5.  | Tennis Masters Cup, Šanghaj, Čína             | tvrdý (h)   | ZS      | 4–6, 7–6(10–8), 6–4                 | 1.      |
| 78. | Ivan Ljubičić         | 4.  | Tennis Masters Cup, Šanghaj, Čína             | tvrdý (h)   | ZS      | 7–6(7–2), 6–4                       | 1.      |
| 79. | Rafael Nadal          | 2.  | Tennis Masters Cup, Šanghaj, Čína             | tvrdý (h)   | SF      | 6–4, 7–5                            | 1.      |
| 80. | James Blake           | 8.  | Tennis Masters Cup, Šanghaj, Čína             | tvrdý (h)   | F       | 6–0, 6–3, 6–4                       | 1.      |
| Sezóna 2007 |                       |     |                                               |             |         |                                     |         |
| 81. | Tommy Robredo         | 6.  | Australian Open, Melbourne, Austrálie         | tvrdý       | QF      | 6–3, 7–6(7–2), 7–5                  | 1.      |
| 82. | Andy Roddick          | 7.  | Australian Open, Melbourne, Austrálie         | tvrdý       | SF      | 6–4, 6–0, 6–2                       | 1.      |
| 83. | Fernando González     | 9.  | Australian Open, Melbourne, Austrálie         | tvrdý       | F       | 7–6(7–2), 6–4, 6–4                  | 1.      |
| 84. | Tommy Haas            | 9.  | Dubaj, Spojené arabské emiráty                | tvrdý       | SF      | 6–4, 7–5                            | 1.      |
| 85. | Rafael Nadal          | 2.  | Hamburk, Německo                              | antuka      | F.      | 2–6, 6–2, 6–0                       | 1.      |
| 86. | Tommy Robredo         | 9.  | French Open, Paříž, Francie                   | antuka      | QF      | 7–5, 1–6, 6–1, 6–2                  | 1.      |
| 87. | Nikolaj Davyděnko     | 4.  | French Open, Paříž, Francie                   | antuka      | SF      | 7–5, 7–6(7–5), 7–6(9–7)             | 1.      |
| 88. | Rafael Nadal          | 2.  | Wimbledon, Londýn, Velká Británie             | tráva       | F       | 7–6(9–7), 4–6, 7–6(7–3), 2–6, 6–2   | 1.      |
| 89. | James Blake           | 8.  | Cincinnati, USA                               | tvrdý       | F       | 6–1, 6–4                            | 1.      |
| 90. | Andy Roddick          | 5.  | US Open, New York, USA                        | tvrdý       | QF      | 7–6(7–5), 7–6(7–4), 6–2             | 1.      |
| 91. | Nikolaj Davyděnko     | 4.  | US Open, New York, USA                        | tvrdý       | SF      | 7–5, 6–1, 7–5                       | 1       |
| 92. | Novak Djoković        | 3.  | US Open, New York, USA                        | tvrdý       | F       | 7–6(7–4), 7–6(7–2), 6–4             | 1.      |
| 93. | Tomáš Berdych         | 10. | Davis Cup, Praha, Česko                       | tvrdý (h)   | baráž   | 7–6(7–5), 7–6(12–10), 6–3           | 1.      |
| 94. | Nikolaj Davyděnko     | 4   | Tennis Masters Cup, Šanghaj, Čína             | tvrdý (h)   | ZS      | 6–4, 6–3                            | 1.      |
| 95. | Andy Roddick          | 5.  | Tennis Masters Cup, Šanghaj, Čína             | tvrdý (h)   | ZS      | 6–4, 6–2                            | 1.      |
| 96. | Rafael Nadal          | 2.  | Tennis Masters Cup, Šanghaj, Čína             | tvrdý (h)   | SF      | 6–4, 6–1                            | 1.      |
| 97. | David Ferrer          | 6.  | Tennis Masters Cup, Šanghaj, Čína             | tvrdý (h)   | F       | 6–2, 6–3, 6–2                       | 1.      |
| Sezóna 2008 |                       |     |                                               |             |         |                                     |         |
| 98. | Nikolaj Davyděnko     | 4.  | Estoril, Portugalsko                          | antuka      | F       | 7–6(7–5), 1–2skreč                  | 1.      |
| 99. | David Nalbandian      | 7.  | Monte Carlo, Monako                           | antuka      | QF      | 5–7, 6–2, 6–2                       | 1.      |
| 100. | Novak Djoković        | 3.  | Monte Carlo, Monako                           | antuka      | SF      | 6–3, 3–2skreč                       | 1.      |
| 101. | Novak Djoković        | 3.  | US Open, New York, USA                        | tvrdý       | SF      | 6–3, 5–7, 7–5, 6–2                  | 2.      |
| 102. | Andy Murray           | 6.  | US Open, New York, USA                        | tvrdý       | F       | 6–2, 7–5, 6–2                       | 2.      |
| 103. | Juan Martín del Potro | 9.  | Madrid, Španělsko                             | tvrdý (h)   | QF      | 6–3, 6–3                            | 2.      |
| 104. | David Nalbandian      | 8.  | Basilej, Švýcarsko                            | tvrdý (h)   | F       | 6–3, 6–4                            | 2.      |
| Sezóna 2009 |                       |     |                                               |             |         |                                     |         |
| 105. | Juan Martín del Potro | 6.  | Australian Open, Melbourne, Austrálie         | tvrdý       | QF      | 6–3, 6–0, 6–0                       | 2.      |
| 106. | Andy Roddick          | 9.  | Australian Open, Melbourne, Austrálie         | tvrdý       | SF      | 6–2, 7–5, 7–5                       | 2.      |
| 107. | Fernando Verdasco     | 10. | Indian Wells, USA                             | tvrdý       | QF      | 6–3, 7–6(7–5)                       | 2.      |
| 108. | Andy Roddick          | 6.  | Miami, USA                                    | tvrdý       | QF      | 6–3, 4–6, 6–4                       | 2.      |
| 109. | Andy Roddick          | 6   | Madrid, Španělsko                             | antuka      | QF      | 7–5, 6–7(5–7), 6–1                  | 2.      |
| 110. | Juan Martín del Potro | 5.  | Madrid, Španělsko                             | antuka      | SF      | 6–3, 6–4                            | 2.      |
| 111. | Rafael Nadal          | 1   | Madrid, Španělsko                             | antuka      | F       | 6–4, 6–4                            | 2.      |
| 112. | Gaël Monfils          | 10. | French Open, Paříž, Francie                   | antuka      | QF      | 7–6(8–6), 6–2, 6–4                  | 2.      |
| 113. | Juan Martín del Potro | 5.  | French Open, Paříž, Francie                   | antuka      | SF      | 3–6, 7–6(7–2), 2–6, 6–1, 6–4        | 2.      |
| 114. | Andy Roddick          | 6.  | Wimbledon, Londýn, Velká Británie             | tráva       | F       | 5–7, 7–6(8–6), 7–6(7–5), 3–6, 16–14 | 2.      |
| 115. | Andy Murray           | 2.  | Cincinnati, USA                               | tvrdý       | SF      | 6–2, 7–6(10–8)                      | 1.      |
| 116. | Novak Djoković        | 4.  | Cincinnati, USA                               | tvrdý       | F       | 6–1, 7–5                            | 1.      |
| 117. | Novak Djoković        | 4.  | US Open, New York, USA                        | tvrdý       | SF      | 7–6(7–3), 7–5, 7–5                  | 1.      |
| 118. | Fernando Verdasco     | 8.  | ATP World Tour Finals, Londýn, Velká Británie | tvrdý (h)   | ZS      | 4–6, 7–5, 6–1                       | 1.      |
| 119. | Andy Murray           | 4.  | ATP World Tour Finals, Londýn, Velká Británie | tvrdý (h)   | ZS      | 3–6, 6–3, 6–1                       | 1.      |
| Sezóna 2010 |                       |     |                                               |             |         |                                     |         |
| 120. | Nikolaj Davyděnko     | 6.  | Australian Open, Melbourne, Austrálie         | tvrdý       | QF      | 2–6, 6–3, 6–0, 7–5                  | 1.      |
| 121. | Jo-Wilfried Tsonga    | 10. | Australian Open, Melbourne, Austrálie         | tvrdý       | SF      | 6–2, 6–3, 6–2                       | 1.      |
| 122. | Andy Murray           | 4.  | Australian Open, Melbourne, Austrálie         | tvrdý       | F       | 6–3, 6–4, 7–6(13–11)                | 1.      |
| 123. | Tomáš Berdych         | 7.  | Toronto, Kanada                               | tvrdý       | QF      | 6–3, 5–7, 7–6(7–5)                  | 3.      |
| 124. | Novak Djoković        | 2.  | Toronto, Canada                               | tvrdý       | SF      | 6–1, 3–6, 7–5                       | 3.      |
| 125. | Nikolaj Davyděnko     | 6.  | Cincinnati, USA                               | tvrdý       | QF      | 6–4, 7–5                            | 2.      |
| 126. | Robin Söderling       | 5.  | US Open, New York, USA                        | tvrdý       | QF      | 6–4, 6–4, 7–5                       | 2.      |
| 127. | Robin Söderling       | 5.  | Šanghaj, Čína                                 | tvrdý       | QF      | 6–1, 6–1                            | 3.      |
| 128. | Novak Djoković        | 2.  | Šanghaj, Čína                                 | tvrdý       | SF      | 7–5, 6–4                            | 3.      |
| 129. | Andy Roddick          | 9.  | Basilej, Švýcarsko                            | tvrdý (h)   | SF      | 6–2, 6–4                            | 2.      |
| 130. | Novak Djoković        | 3.  | Basilej, Švýcarsko                            | tvrdý (h)   | F       | 6–2, 6–4                            | 2.      |
| 131. | David Ferrer          | 7.  | ATP World Tour Finals, Londýn, Velká Británie | tvrdý (h)   | ZS      | 6–1, 6–4                            | 2.      |
| 132. | Andy Murray           | 5.  | ATP World Tour Finals, Londýn, Velká Británie | tvrdý (h)   | ZS      | 6–4, 6–2                            | 2.      |
| 133. | Robin Söderling       | 4.  | ATP World Tour Finals, Londýn, Velká Británie | tvrdý (h)   | ZS      | 7–6(7–5), 6–3                       | 2.      |
| 134. | Novak Djoković        | 3.  | ATP World Tour Finals, Londýn, Velká Británie | tvrdý (h)   | SF      | 6–1, 6–4                            | 2.      |
| 135. | Rafael Nadal          | 1.  | ATP World Tour Finals, Londýn, Velká Británie | tvrdý (h)   | F       | 6–3, 3–6, 6–1                       | 2.      |
| Sezóna 2011 |                       |     |                                               |             |         |                                     |         |
| 136. | Robin Söderling       | 5.  | Madrid, Španělsko                             | antuka      | QF      | 7–6(7–2), 6–4                       | 3.      |
| 137. | Gaël Monfils          | 9.  | French Open, Paříž, Francie                   | antuka      | QF      | 6–4, 6–3, 7–6(7–3)                  | 3.      |
| 138. | Novak Djoković        | 2.  | French Open, Paříž, Francie                   | antuka      | SF      | 7–6(7–5), 6–3, 3–6, 7–6(7–5)        | 3.      |
| 139. | Tomáš Berdych         | 7.  | Paříž, Francie                                | tvrdý (h)   | SF      | 6–4, 6–3                            | 4.      |
| 140. | Jo-Wilfried Tsonga    | 8.  | Paříž, Francie                                | tvrdý (h)   | F       | 6–1, 7–6(7–3)                       | 4.      |
| 141. | Jo-Wilfried Tsonga    | 6.  | ATP World Tour Finals, Londýn, Velká Británie | tvrdý (h)   | ZS      | 6–2, 2–6, 6–4                       | 4.      |
| 142. | Rafael Nadal          | 2.  | ATP World Tour Finals, Londýn, Velká Británie | tvrdý (h)   | ZS      | 6–3, 6–0                            | 4.      |
| 143. | Mardy Fish            | 8.  | ATP World Tour Finals, Londýn, Velká Británie | tvrdý (h)   | ZS      | 6–1, 3–6, 6–3                       | 4.      |
| 144. | David Ferrer          | 5.  | ATP World Tour Finals, Londýn, Velká Británie | tvrdý (h)   | SF      | 7–5, 6–3                            | 4.      |
| 145. | Jo-Wilfried Tsonga    | 6.  | ATP World Tour Finals, Londýn, Velká Británie | tvrdý (h)   | F       | 6–3, 6–7(6–8), 6–3                  | 4.      |
| Sezóna 2012 |                       |     |                                               |             |         |                                     |         |
| 146. | Juan Martín del Potro | 10. | Rotterdam, Nizozemsko                         | tvrdý (h)   | F       | 6–1, 6–4                            | 3.      |
| 147. | Juan Martín del Potro | 10. | Dubaj, Spojené arabské emiráty                | tvrdý       | SF      | 7–6(7–5), 7–6(8–6)                  | 3.      |
| 148. | Andy Murray           | 4.  | Dubaj, Spojené arabské emiráty                | tvrdý       | F       | 7–5, 6–4                            | 3.      |
| 149. | Juan Martín del Potro | 9.  | Indian Wells, USA                             | tvrdý       | QF      | 6–3, 6–2                            | 3.      |
| 150. | Rafael Nadal          | 2.  | Indian Wells, USA                             | tvrdý       | SF      | 6–3, 6–4                            | 3.      |
| 151. | David Ferrer          | 6.  | Madrid, Španělsko                             | antuka      | QF      | 6–4, 6–4                            | 3       |
| 152. | Janko Tipsarević      | 8.  | Madrid, Španělsko                             | antuka      | SF      | 6–2, 6–3                            | 3.      |
| 153. | Tomáš Berdych         | 7.  | Madrid, Španělsko                             | antuka      | F       | 3–6, 7–5, 7–5                       | 3.      |
| 154. | Juan Martín del Potro | 9   | French Open, Paříž, Francie                   | antuka      | QF      | 3–6, 6–7(4–7), 6–2, 6–0, 6–3        | 3.      |
| 155. | Novak Djoković        | 1.  | Wimbledon, Londýn, Velká Británie             | tráva       | SF      | 6–3, 3–6, 6–4, 6–3                  | 3.      |
| 156. | Andy Murray           | 4.  | Wimbledon, Londýn, Velká Británie             | tráva       | F       | 4–6, 7–5, 6–3, 6–4                  | 3.      |
| 157. | Juan Martín del Potro | 9.  | Olympijské hry, Londýn, Velká Británie        | tráva       | SF      | 3–6, 7–6(7–5), 19–17                | 1.      |
| 158. | Novak Djoković        | 2.  | Cincinnati, USA                               | tvrdý       | F       | 6–0, 7–6(9–7)                       | 1.      |
| 159. | Janko Tipsarević      | 9.  | ATP World Tour Finals, Londýn, Velká Británie | tvrdý (h)   | ZS      | 6–3, 6–1                            | 2.      |
| 160. | David Ferrer          | 5.  | ATP World Tour Finals, Londýn, Velká Británie | tvrdý (h)   | ZS      | 6–4, 7–6(7–5)                       | 2.      |
| 161. | Andy Murray           | 3.  | ATP World Tour Finals, Londýn, Velká Británie | tvrdý (h)   | SF      | 7–6(7–5), 6–2                       | 2.      |
| Sezóna 2013 |                       |     |                                               |             |         |                                     |         |
| 162. | Jo-Wilfried Tsonga    | 8.  | Australian Open, Melbourne, Austrálie         | tvrdý (h)   | QF      | 7–6(7–4), 4–6, 7–6(7–4), 3–6, 6–3   | 2.      |
| 163. | Juan Martin del Potro | 5.  | Paříž, Francie                                | tvrdý (h)   | QF      | 6–3, 4–6, 6–3                       | 6.      |
| 164. | Richard Gasquet       | 9.  | ATP World Tour Finals, Londýn, Velká Británie | tvrdý (h)   | ZS      | 6–4, 6–3                            | 7.      |
| 165. | Juan Martin del Potro | 5.  | ATP World Tour Finals, Londýn, Velká Británie | tvrdý (h)   | ZS      | 4–6, 7–6(7–2), 7–5                  | 7.      |
| Sezóna 2014 |                       |     |                                               |             |         |                                     |         |
| 166. | Jo-Wilfried Tsonga    | 10. | Australian Open, Melbourne, Austrálie         | tvrdý       | 4. kolo | 6–3, 7–5, 6–4                       | 6.      |
| 167. | Andy Murray           | 4.  | Australian Open, Melbourne, Austrálie         | tvrdý       | QF      | 6–3, 6–4, 6–7(6–8), 6–3             | 6.      |
| 168. | Novak Djoković        | 2.  | Dubaj, Spojené arabské emiráty                | tvrdý       | SF      | 3–6, 6–3, 6–2                       | 8.      |
| 169. | Tomáš Berdych         | 6.  | Dubaj, Spojené arabské emiráty                | tvrdý       | F       | 3–6, 6–4, 6–3                       | 8.      |
| 170. | Richard Gasquet       | 9.  | Miami, USA                                    | tvrdý       | 4. kolo | 6–1, 6–2                            | 5.      |
| 171. | Novak Djoković        | 2.  | Monte Carlo, Monako                           | antuka      | SF      | 7–5, 6–2                            | 4.      |
| 172. | Stan Wawrinka         | 3.  | Wimbledon, Londýn, Velká Británie             | tráva       | QF      | 3–6, 7–6(7–5), 6–4, 6–4             | 4.      |
| 173. | Milos Raonic          | 8.  | Wimbledon, Londýn, Velká Británie             | tráva       | SF      | 6–4, 6–4, 6–4                       | 4.      |
| 174. | David Ferrer          | 7.  | Toronto, Kanada                               | tvrdý       | QF      | 6–3, 4–6, 6–3                       | 3.      |
| 175. | Andy Murray           | 9.  | Cincinnati, USA                               | tvrdý       | QF      | 6–3, 7–5                            | 3.      |
| 176. | Milos Raonic          | 7.  | Cincinnati, USA                               | tvrdý       | SF      | 6–2, 6–3                            | 3.      |
| 177. | David Ferrer          | 6.  | Cincinnati, USA                               | tvrdý       | F       | 6–3, 1–6, 6–2                       | 3.      |
| 178. | Novak Djoković        | 1.  | Šanghaj, Čína                                 | tvrdý       | SF      | 6–4, 6–4                            | 3.      |
| 179. | Milos Raonic          | 8.  | ATP World Tour Finals, Londýn, Velká Británie | tvrdý (h)   | ZS      | 6–1, 7–6(7–0)                       | 2.      |
| 180. | Kei Nišikori          | 5.  | ATP World Tour Finals, Londýn, Velká Británie | tvrdý (h)   | ZS      | 6–3, 6–2                            | 2.      |
| 181. | Andy Murray           | 6.  | ATP World Tour Finals, Londýn, Velká Británie | tvrdý (h)   | ZS      | 6–0, 6–1                            | 2.      |
| 182. | Stan Wawrinka         | 4.  | ATP World Tour Finals, Londýn, Velká Británie | tvrdý (h)   | SF      | 4–6, 7–5, 7–6(8–6)                  | 2.      |
| Sezóna 2015 |                       |     |                                               |             |         |                                     |         |
| 183. | Milos Raonic          | 8.  | Brisbane, Austrálie                           | tvrdý       | F       | 6–4, 6–7(2–7), 6–4                  | 2.      |
| 184. | Novak Djoković        | 1.  | Dubaj, SAE                                    | tvrdý       | F       | 6–3, 7–5                            | 2.      |
| 185. | Tomáš Berdych         | 9.  | Indian Wells, Spojené státy                   | tvrdý       | ČF      | 6–4, 6–0                            | 2.      |
| 186. | Milos Raonic          | 6.  | Indian Wells, Spojené státy                   | tvrdý       | SF      | 7–5, 6–4                            | 2.      |
| 187. | Tomáš Berdych         | 5.  | Řím, Itálie                                   | antuka      | ČF      | 6–3, 6–3                            | 2.      |
| 188. | Stan Wawrinka         | 9.  | Řím, Itálie                                   | antuka      | SF      | 6–4, 6–2                            | 2.      |
| 189. | Andy Murray           | 3.  | Wimbledon, Londýn, Velká Británie             | tráva       | SF      | 7–5, 7–5, 6–4                       | 2.      |
| 190. | Andy Murray           | 2.  | Cincinnati, USA                               | tvrdý       | SF      | 6–3, 7–6                            | 3.      |
| 191. | Novak Djoković        | 1.  | Cincinnati, USA                               | tvrdý       | F       | 7–6, 6–3                            | 3.      |
| 192. | Stan Wawrinka         | 5.  | US Open, New York, USA                        | tvrdý       | SF      | 6–4, 6–3, 6–1                       | 2.      |
| 193. | Rafael Nadal          | 7.  | Basilej, Švýcarsko                            | tvrdý (h)   | F       | 6–3, 5–7, 6–3                       | 3.      |
| 194. | Tomáš Berdych         | 6.  | ATP World Tour Finals, Londýn, Velká Británie | tvrdý (h)   | ZS      | 6–4, 6–2                            | 3.      |
| 195. | Novak Djoković        | 1.  | ATP World Tour Finals, Londýn, Velká Británie | tvrdý (h)   | ZS      | 7–5, 6–2                            | 3.      |
| 196. | Kei Nišikori          | 8.  | ATP World Tour Finals, Londýn, Velká Británie | tvrdý (h)   | ZS      | 7–5, 4–6, 6–4                       | 3.      |
| 197. | Stan Wawrinka         | 4.  | ATP World Tour Finals, Londýn, Velká Británie | tvrdý (h)   | SF      | 7–5, 6–3                            | 3.      |
| Sezóna 2016 |                       |     |                                               |             |         |                                     |         |
| 198. | Tomáš Berdych         | 6.  | Australian Open, Melbourne, Austrálie         | tvrdý       | ČF      | 7–6, 6–2, 6–4                       | 3.      |
| Sezóna 2017 |                       |     |                                               |             |         |                                     |         |
| 199. | Tomáš Berdych         | 10. | Australian Open, Melbourne, Austrálie         | tvrdý       | 3. kolo | 6–2, 6–4, 6–4                       | 17.     |
| 200. | Kei Nišikori          | 5.  | Australian Open, Melbourne, Austrálie         | tvrdý       | 4. kolo | 6–7(4–7), 6–4, 6–1, 4–6, 6–3        | 17.     |
| 201. | Stan Wawrinka         | 4.  | Australian Open, Melbourne, Austrálie         | tvrdý       | SF      | 7–5, 6–3, 1–6, 4–6, 6–3             | 17.     |
| 202. | Rafael Nadal          | 9.  | Australian Open, Melbourne, Austrálie         | tvrdý       | F       | 6–4, 3–6, 6–1, 3–6, 6–3             | 17.     |
| 203. | Rafael Nadal          | 6.  | BNP Paribas Open, Indian Wells, USA           | tvrdý       | 4. kolo | 6–2, 6–3                            | 10.     |
| 204. | Stan Wawrinka         | 3.  | BNP Paribas Open, Indian Wells, USA           | tvrdý       | F       | 6–4, 7–5                            | 10.     |
| 205. | Rafael Nadal          | 7.  | Miami Open, Miami, USA                        | tvrdý       | F       | 6–3, 6–4                            | 6.      |
| 206. | Milos Raonic          | 7.  | Wimbledon, Londýn, Velká Británie             | tráva       | QF      | 6–4, 6–2, 7–6(7–4)                  | 5.      |
| 207. | Marin Čilić           | 6.  | Wimbledon, Londýn, Velká Británie             | tráva       | F       | 6–3, 6–1, 6–4                       | 5.      |
| 208. | Rafael Nadal          | 1.  | Šanghaj, ČLR                                  | tvrdý       | F       | 6–4, 6–3                            | 2.      |
| 209. | David Goffin          | 10. | Basilej, Švýcarsko                            | tvrdý (h)   | SF      | 6–1, 6–2                            | 2.      |
| 210. | Jack Sock             | 9.  | ATP Finals, Londýn, Velká Británie            | tvrdý (h)   | ZS      | 6–4, 7–6(7–4)                       | 2.      |
| 211. | Alexander Zverev      | 3.  | ATP Finals, Londýn, Velká Británie            | tvrdý (h)   | ZS      | 7–6(8–6), 5–7, 6–1                  | 2.      |
| 212. | Marin Čilić           | 5.  | ATP Finals, Londýn, Velká Británie            | tvrdý (h)   | ZS      | 6–7(5–7), 6–4, 6–1                  | 2.      |
| Sezóna 2018 |                       |     |                                               |             |         |                                     |         |
| 213. | Marin Čilić           | 6.  | Australian Open, Melbourne, Austrálie         | tvrdý       | F       | 6–2, 6–7(5–7), 6–3, 3–6, 6–1        | 2.      |
| 214. | Grigor Dimitrov       | 5.  | Rotterdam, Nizozemsko                         | tvrdý (h)   | F       | 6–2, 6–2                            | 2.      |
| 215. | John Isner            | 10. | Laver Cup, Chicago, Spojené státy             | tvrdý (h)   | ZS      | 6–7(5–7), 7–6(8–6), [10–7]          | 2.      |
| 216. | Dominic Thiem         | 8.  | ATP Finals, Londýn, Velká Británie            | tvrdý (h)   | ZS      | 6–2, 6–3                            | 3.      |
| 217. | Kevin Anderson        | 6.  | ATP Finals, Londýn, Velká Británie            | tvrdý (h)   | ZS      | 6–4, 6–3                            | 3.      |
| Sezóna 2019 |                       |     |                                               |             |         |                                     |         |
| 218. | Kevin Anderson        | 7.  | Miami, Spojené státy                          | tvrdý       | ČF      | 6–0, 6–4                            | 5.      |
| 219. | John Isner            | 9.  | Miami, Spojené státy                          | tvrdý       | F       | 6–1, 6–4                            | 5.      |
| 220. | Kei Nishikori         | 7.  | Wimbledon, Londýn, Spojené království         | tráva       | ČF      | 4–6, 6–1, 6–4, 6–4                  | 3.      |
| 221. | Rafael Nadal          | 2.  | Wimbledon, Londýn, Spojené království         | tráva       | SF      | 7–6(7–3), 1–6, 6–3, 6–4             | 3.      |
| 222. | Stefanos Tsitsipas    | 7.  | Basilej, Švýcarsko                            | tvrdý (h)   | SF      | 6–4, 6–4                            | 3.      |
| 223. | Matteo Berrettini     | 8.  | ATP Finals, Londýn, Spojené království        | tvrdý (h)   | ZS      | 7–6(7–2), 6–3                       | 3.      |
| 224. | Novak Djokovic        | 2.  | ATP Finals, Londýn, Spojené království        | tvrdý (h)   | ZS      | 6–4, 6–3                            | 3.      |
| QF – čtvrtfinále, SF – semifinále, F – finále, ZS – základní skupina, (h) – hala výhra nad úřadující světovou jedničkou |                       |     |                                               |             |         |                                     |         |

## Žebříček ATP
| Období na pozici světové jedničky | Období na pozici světové jedničky | Období na pozici světové jedničky | Období na pozici světové jedničky | Období na pozici světové jedničky |
| Č.                                | Den nástupu                       | Datum odchodu                     | Počet týdnů                       |                                   |
| --------------------------------- | --------------------------------- | --------------------------------- | --------------------------------- | --------------------------------- |
| 1.                                | 2. února 2004                     | 17. srpna 2008                    | 237                               |                                   |
| 2.                                | 6. července 2009                  | 6. června 2010                    | 48                                |                                   |
| 3.                                | 9. července 2012                  | 4. listopadu 2012                 | 17                                |                                   |
| 4.                                | 19. února 2018                    | 1. dubna 2018                     | 6                                 |                                   |
| 5.                                | 14. května 2018                   | 20. května 2018                   | 1                                 |                                   |
| 6.                                | 18. června 2018                   | 24. června 2018                   | 1                                 |                                   |
| Celkem                            | Celkem                            | Celkem                            | 310                               |                                   |

## Obraty v utkáních hraných na tři vítězné sety
Přehled uvádí zvraty v utkáních Federera, kdy v jejich průběhu vedl či prohrával příslušným poměrem setů.

### Výhry z nepříznivého stavu 0–2 na sety
| č.  | rok  | turnaj          | fáze        | povrch | soupeř                | výsledek                     |
| --- | ---- | --------------- | ----------- | ------ | --------------------- | ---------------------------- |
| 1.  | 2000 | US Open         | 1. kolo     | tvrdý  | Peter Wessels         | 4–6, 4–6, 6–3, 7–5, 3–4skreč |
| 2.  | 2001 | French Open     | 2. kolo     | antuka | Sargis Sargsjan       | 4–6, 3–6, 6–2, 6–4, 9–7      |
| 3.  | 2005 | Miami Masters   | finále      | tvrdý  | Rafael Nadal          | 2–6, 64–7, 7–65, 6–3, 6–1    |
| 4.  | 2009 | Australian Open | 4. kolo     | tvrdý  | Tomáš Berdych         | 4–6, 64–7, 6–4, 6–4, 6–2     |
| 5.  | 2009 | French Open     | 4. kolo     | antuka | Tommy Haas            | 647, 5–7, 6–4, 6–0, 6–2      |
| 6.  | 2010 | Wimbledon       | 1. kolo     | tráva  | Alejandro Falla       | 5–7, 4–6, 6–4, 7–61, 6–0     |
| 7.  | 2012 | French Open     | čtvrtfinále | antuka | Juan Martín del Potro | 3–6, 64–7, 6–2, 6–0, 6–3     |
| 8.  | 2012 | Wimbledon       | 3. kolo     | tráva  | Julien Benneteau      | 4–6, 63–7, 6–2, 7–66, 6–1    |
| 9.  | 2014 | US Open         | čtvrtfinále | tvrdý  | Gaël Monfils          | 4–6, 3–6, 6–4, 7–5, 6–2      |
| 10. | 2016 | Wimbledon       | čtvrtfinále | tráva  | Marin Čilić           | 64–7, 4–6, 6–3, 7–69, 6–3    |

### Výhry z nepříznivého stavu 1–2 na sety
| č. | rok  | turnaj          | fáze       | povrch | soupeř                | výsledek                   |
| -- | ---- | --------------- | ---------- | ------ | --------------------- | -------------------------- |
| 1. | 2008 | Australian Open | 3. kolo    | tvrdý  | Janko Tipsarević      | 65–7, 7–61, 5–7, 6–1, 10–8 |
| 2. | 2009 | French Open     | semifinále | antuka | Juan Martín del Potro | 3–6, 7–62, 2–6, 6–1, 6–4   |
| 3. | 2013 | French Open     | 4. kolo    | antuka | Gilles Simon          | 6–1, 4–6, 2–6, 6–2, 6–3    |
| 4. | 2017 | US Open         | 2. kolo    | tvrdý  | Michail Južnyj        | 6–1, 63–7, 4–6, 6–4, 6–2   |

### Prohry po vedení 2–0 na sety
| č.                                                               | rok  | turnaj             | fáze        | povrch      | soupeř             | výsledek                    |
| ---------------------------------------------------------------- | ---- | ------------------ | ----------- | ----------- | ------------------ | --------------------------- |
| 1.                                                               | 2003 | Davis Cup1)        | semifinále  | tvrdý       | Lleyton Hewitt     | 7–5, 6–2, 64–7, 5–7, 1–6    |
| 2.                                                               | 2005 | Tennis Masters Cup | finále      | koberec (h) | David Nalbandian   | 7–64, 7–611, 2–6, 1–6, 63–7 |
| 3.                                                               | 2011 | Wimbledon          | čtvrtfinále | tráva       | Jo-Wilfried Tsonga | 6–3, 7–63, 4–6, 4–6, 4–6    |
| 4.                                                               | 2011 | US Open            | semifinále  | tvrdý       | Novak Djoković     | 7–67, 6–4, 3–6, 2–6, 5–7    |
| 1) – semifinále Světové skupiny 2003 proti Austrálii, 4. dvouhra |      |                    |             |             |                    |                             |

### Prohry po vedení 2–1 na sety
| č.                                                             | rok  | turnaj          | fáze        | povrch | soupeř                | výsledek                  |
| -------------------------------------------------------------- | ---- | --------------- | ----------- | ------ | --------------------- | ------------------------- |
| 1.                                                             | 1999 | Wimbledon       | 1. kolo     | tráva  | Jiří Novák            | 3–6, 6–3, 6–4, 3–6, 4–6   |
| 2.                                                             | 1999 | Davis Cup1)     | čtvrtfinále | antuka | Christophe Van Garsse | 64–7, 6–3, 6–1, 5–7, 1–6  |
| 3.                                                             | 2002 | Australian Open | 4. kolo     | tvrdý  | Tommy Haas            | 63–7, 6–4, 6–3, 4–6, 6–8  |
| 4.                                                             | 2005 | Australian Open | semifinále  | tvrdý  | Marat Safin           | 7–5, 4–6, 7–5, 66–7, 7–9  |
| 5.                                                             | 2009 | US Open         | finále      | tvrdý  | Juan Martín del Potro | 6–3, 65–7, 6–4, 64–7, 2–6 |
| 6.                                                             | 2010 | US Open         | semifinále  | tvrdý  | Novak Djoković        | 7–5, 1–6, 7–5, 2–6, 5–7   |
| 1) – čtvrtfinále Světové skupiny 1999 proti Belgii, 2. dvouhra |      |                 |             |        |                       |                           |

### Výhry v pátém setu po vedení 2–0 na sety
| č. | rok  | turnaj          | fáze       | povrch | soupeř        | výsledek                |
| -- | ---- | --------------- | ---------- | ------ | ------------- | ----------------------- |
| 1. | 2006 | Australian Open | 4. kolo    | tvrdý  | Tommy Haas    | 6–4, 6–0, 3–6, 4–6, 6–2 |
| 2. | 2011 | Australian Open | 1. kolo    | tvrdý  | Gilles Simon  | 6–2, 6–3, 4–6, 4–6, 6–3 |
| 3. | 2017 | Australian Open | semifinále | tvrdý  | Stan Wawrinka | 7-5, 6-3, 1-6, 4-6, 6-3 |

### Prohry po vedení 1–0 na sety
| č. | rok  | turnaj          | fáze        | povrch | soupeř                | výsledek                   |
| --- | ---- | --------------- | ----------- | ------ | --------------------- | -------------------------- |
| 1. | 1999 | French Open     | 1. kolo     | antuka | Patrick Rafter        | 7–5, 3–6, 0–6, 2–6         |
| 2. | 1999 | Davis Cup1)     | čtvrtfinále | antuka | Xavier Malisse        | 6–4, 3–6, 5–7, 65–7        |
| 3. | 2003 | Swiss Open      | finále      | antuka | Jiří Novák            | 7–5, 3–6, 3–6, 6–1, 3–6    |
| 4. | 2003 | US Open         | 4. kolo     | tvrdý  | David Nalbandian      | 6–3, 61–7, 4–6, 3–6        |
| 5. | 2005 | Australian Open | semifinále  | tvrdý  | Marat Safin           | 7–5, 4–6, 7–5, 66–7, 7–9   |
| 6. | 2006 | Rome Masters    | finále      | antuka | Rafael Nadal          | 7–60, 65–7, 4–6, 6–2, 65–7 |
| 7. | 2006 | French Open     | finále      | antuka | Rafael Nadal          | 6–1, 1–6, 4–6, 64–7        |
| 8. | 2009 | US Open         | finále      | tvrdý  | Juan Martín del Potro | 6–3, 65–7, 6–4, 64–7, 2–6  |
| 9. | 2010 | French Open     | čtvrtfinále | antuka | Robin Söderling       | 6–3, 3–6, 5–7, 4–6         |
| 10. | 2010 | US Open         | semifinále  | tvrdý  | Novak Djoković        | 7–5, 1–6, 7–5, 2–6, 5–7    |
| 11. | 2012 | Australian Open | semifinále  | tvrdý  | Rafael Nadal          | 7–65, 2–6, 65–7, 4–6       |
| 12. | 2012 | Davis Cup2)     | 1. kolo     | antuka | John Isner            | 6–4, 3–6, 64–7, 2–6        |
| 13. | 2013 | Wimbledon       | 2. kolo     | tráva  | Serhij Stachovskyj    | 7–65, 65–7, 5–7, 65–7      |
| 14. | 2014 | French Open     | 4. kolo     | antuka | Ernests Gulbis        | 7–65, 63–7, 2–6, 6–4, 3–6  |
| 15. | 2014 | Wimbledon       | finále      | tráva  | Novak Djoković        | 7–67, 4–6, 46–7, 7–5, 4–6  |
| 1) – čtvrtfinále Světové skupiny 1999 proti Belgii, 4. dvouhra 2) – 1. kolo Světové skupiny 2012 proti Spojeným státům, 2. dvouhra |      |                 |             |        |                       |                            |

## Utkání s odvrácenými mečboly
Přehled uvádí utkání Federera, která po odvrácení mečbolu dovedl do vítězného konce, nebo naopak po nevyužití vlastního mečbolu ztratil.

### Výhry po odvrácení mečbolů soupeře
| č.  | rok  | turnaj                | fáze        | povrch      | poražený            | výsledek                  | skončil jako   | odvrácených mečbolů |
| --- | ---- | --------------------- | ----------- | ----------- | ------------------- | ------------------------- | -------------- | ------------------- |
| 1.  | 2000 | Open 13               | čtvrtfinále | tvrdý (h)   | Ivan Ljubičić       | 6–2, 3–6, 7–65            | finalista      | 2                   |
| 2.  | 2000 | Swiss Indoors         | semifinále  | koberec (h) | Lleyton Hewitt      | 6–4, 5–7, 7–66            | finalista      | 1                   |
| 3.  | 2001 | Rome Masters          | 1. kolo     | antuka      | Thomas Johansson    | 7–63, 4–6, 7–65           | osmifinalista  | 1                   |
| 4.  | 2001 | CA-TennisTrophy       | 1. kolo     | tvrdý (h)   | Nicolás Massú       | 4–6, 7–68, 6–4            | čtvrtfinalista | 3                   |
| 5.  | 2003 | Cincinnati Masters    | 1. kolo     | tvrdý       | Scott Draper        | 4–6, 6–3, 7–610           | 2. kolo        | 7                   |
| 6.  | 2003 | Paris Masters         | osmifinále  | koberec (h) | Martin Verkerk      | 63–7, 7–612, 7–66         | čtvrtfinalista | 4                   |
| 7.  | 2003 | Tennis Masters Cup    | skupina     | tvrdý       | Andre Agassi        | 63–7, 6–3, 7–67           | vítěz          | 2                   |
| 8.  | 2005 | Dubai Championships   | osmifinále  | tvrdý       | Juan Carlos Ferrero | 4–6, 6–3, 7–66            | vítěz          | 2                   |
| 9.  | 2006 | Halle Open            | čtvrtfinále | tráva       | Olivier Rochus      | 62–7, 7–69, 7–65          | vítěz          | 4                   |
| 10. | 2006 | Tennis Masters Cup    | skupina     | tvrdý (h)   | Andy Roddick        | 4–6, 7–68, 6–4            | vítěz          | 3                   |
| 11. | 2011 | Madrid Open           | 2. kolo     | antuka      | Feliciano López     | 7–613, 61–7, 7–67         | semifinalista  | 1                   |
| 12. | 2014 | US Open               | čtvrtfinále | tvrdý       | Gaël Monfils        | 4–6, 3–6, 6–4, 7–5, 6–2   | semifinalista  | 2                   |
| 13. | 2014 | Shanghai Masters      | 2. kolo     | tvrdý       | Leonardo Mayer      | 7–5, 3–6, 7–67            | vítěz          | 5                   |
| 14. | 2014 | ATP World Tour Finals | semifinále  | tvrdý       | Stan Wawrinka       | 4–6, 7–5, 7–66            | finalista      | 4                   |
| 15. | 2016 | Wimbledon             | čtvrtfinále | tráva       | Marin Čilić         | 64–7, 4–6, 6–3, 7–69, 6–3 | semifinalista  | 3                   |
| 16. | 2017 | Miami Masters         | čtvrtfinále | tvrdý       | Tomáš Berdych       | 6–2, 3–6, 7–66            | vítěz          | 2                   |

### Prohry po nevyužití vlastního mečbolu
| č.  | rok  | turnaj               | fáze        | povrch    | vítěz                 | výsledek                                 | nevyužitých mečbolů |
| --- | ---- | -------------------- | ----------- | --------- | --------------------- | ---------------------------------------- | ------------------- |
| 1.  | 2000 | CA-TennisTrophy      | semifinále  | tvrdý (h) | Tim Henman            | 6–2, 66–7, 3–6                           | 2                   |
| 2.  | 2001 | Halle Open           | čtvrtfinále | tráva     | Patrick Rafter        | 6–4, 66–7, 64–7                          | 1                   |
| 3.  | 2002 | Australian Open      | osmifinále  | tvrdý     | Tommy Haas            | 63–7, 6–4, 6–3, 4–6, 6–8                 | 1                   |
| 4.  | 2003 | Miami Masters        | čtvrtfinále | tvrdý     | Albert Costa          | 6–47, 6–4, 67–7                          | 3                   |
| 5.  | 2005 | Australian Open      | semifinále  | tvrdý     | Marat Safin           | 7–5, 4–6, 7–5, 66–7, 7–9                 | 1                   |
| 6.  | 2005 | Monte-Carlo Masters  | čtvrtfinále | antuka    | Richard Gasquet       | 7–61, 2–6, 68–7                          | 3                   |
| 7.  | 2006 | Rome Masters         | finále      | antuka    | Rafael Nadal          | 7–60, 65–7, 4–6, 6–2, 65–7               | 2                   |
| 8.  | 2010 | Indian Wells Masters | 3. kolo     | tvrdý     | Marcos Baghdatis      | 7–5, 5–7, 64–7                           | 3                   |
| 9.  | 2010 | Miami Masters        | osmifinále  | tvrdý     | Tomáš Berdych         | 4–6, 7–63, 66–7                          | 1                   |
| 10. | 2010 | US Open              | semifinále  | tvrdý     | Novak Djoković        | 7–5, 1–6, 7–5, 2–6, 5–7                  | 2                   |
| 11. | 2010 | Paris Masters        | semifinále  | tvrdý (h) | Gaël Monfils          | 67–7, 7–61, 64–7                         | 5                   |
| 12. | 2011 | US Open              | semifinále  | tvrdý     | Novak Djoković        | 7–67, 6–4, 3–6, 2–6, 5–7                 | 2                   |
| 13. | 2013 | Dubai Championships  | semifinále  | tvrdý     | Tomáš Berdych         | 6–3, 68–7, 4–6                           | 3                   |
| 14. | 2014 | Rome Masters         | 2. kolo     | antuka    | Jérémy Chardy         | 6–1, 3–6, 66–7                           | 1                   |
| 15. | 2015 | Madrid Open          | 2. kolo     | antuka    | Nick Kyrgios          | 7–62, 65–7, 612–7                        | 2                   |
| 16. | 2016 | Stuttgart Open       | semifinále  | tráva     | Dominic Thiem         | 6–3, 6–79, 4–6                           | 2                   |
| 17. | 2017 | Dubai Tennis Champ's | 2. kolo     | tvrdý     | Jevgenij Donskoj      | 6–3, 67–7, 65–7                          | 3                   |
| 18. | 2017 | Stuttgart Open       | 2. kolo     | tráva     | Tommy Haas            | 6–2, 68–7, 4–6                           | 1                   |
| 19  | 2018 | Indian Wells Masters | finále      | tvrdý⅝    | Juan Martín del Potro | 4–6, 7–6(10–8), 6–7(2–7)                 | 3                   |
| 20. | 2018 | Wimbledon            | čtvrtfinále | tráva     | Kevin Anderson        | 6–2, 7–6(7-5), 5–7, 4–6, 11–13           | 1                   |
| 21. | 2019 | Madrid Masters       | čtvrtfinále | antuka    | Dominic Thiem         | 6–3, 6–7(11-13), 4–6                     | 2                   |
| 22. | 2019 | Wimbledon            | finále      | tráva     | Novak Djoković        | 6–7(5-7), 6–1, 6–7(4-7), 4–6, 12–13(3-7) | 2                   |
| 23. | 2021 | Qatar Open           | čtvrtfinále | tvrdý     | Nikoloz Basilašvili   | 6–3, 1–6, 5–7                            | 1                   |

## Finanční odměny

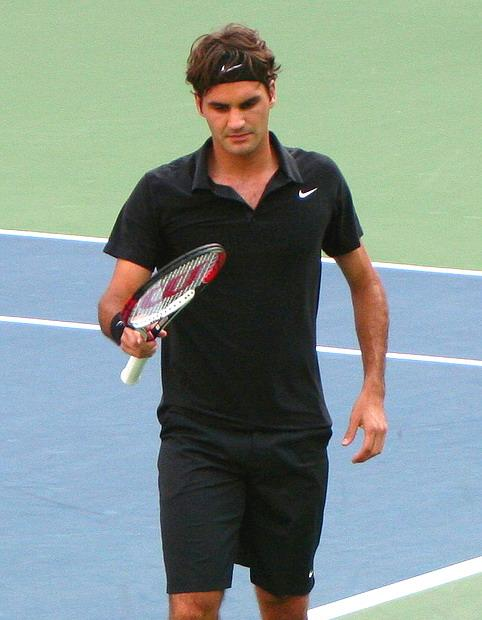
Nejvyšší jednorázovou odměnu k danému datu v tenisu – 2,4 miliónů dolarů, získal Federer výhrou na US Open 2007 a bonusem za prvenství v předcházející sérii

| sezóna                           | tituly     | tituly   | tituly | výdělek                                                  | pořadí |
| sezóna                           | Grand Slam | ATP Tour | celkem | (americké dolary)                                        | pořadí |
| -------------------------------- | ---------- | -------- | ------ | -------------------------------------------------------- | ------ |
| 1998                             | 0          | 0        | 0      | 27 955 USD[nedostupný zdroj]                             | —      |
| 1999                             | 0          | 0        | 0      | 225 139 USD[nedostupný zdroj]                            | 97.    |
| 2000                             | 0          | 0        | 0      | 623 782 USD                                              | 27.    |
| 2001                             | 0          | 1        | 1      | 865 425 USD                                              | 14.    |
| 2002                             | 0          | 3        | 3      | 1 995 027 USD                                            | 4.     |
| 2003                             | 1          | 6        | 7      | 4 000 680 USD                                            | 1.     |
| 2004                             | 3          | 8        | 11     | 6 357 547 USD                                            | 1.     |
| 2005                             | 2          | 9        | 11     | 6 137 018 USD                                            | 1.     |
| 2006                             | 3          | 9        | 12     | 8 343 885 USD                                            | 1.     |
| 2007                             | 3          | 5        | 8      | 10 130 620 USD                                           | 1.     |
| 2008                             | 1          | 3        | 4      | 5 886 879 USD                                            | 2.     |
| 2009                             | 2          | 2        | 4      | 8 768 110 USD                                            | 1.     |
| 2010                             | 1          | 4        | 5      | 7 698 289 USD                                            | 2.     |
| 2011                             | 0          | 4        | 4      | 6 369 576 USD                                            | 3.     |
| 2012                             | 1          | 5        | 6      | 8 584 842 USD                                            | 2.     |
| 2013                             | 0          | 1        | 1      | 3 203 637 USD Archivováno 1. 7. 2014 na Wayback Machine. | 6.     |
| 2014                             | 0          | 5        | 5      | 9 393 122 USD Archivováno 1. 7. 2014 na Wayback Machine. | 2.     |
| 2015                             | 0          | 6        | 6      | 8 692 017 USD                                            | 2.     |
| 2016                             | 0          | 0        | 0      | 1 527 269 USD                                            | 13.    |
| 2017                             | 2          | 5        | 7      | 13 054 856 USD                                           | 2.     |
| Celkem                           | 19         | 76       | 95     | 111 885 682 USD                                          | 1.     |
| Aktualizováno k 4. prosinci 2017 |            |          |        |                                                          |        |

## Tiebreaky
Přehled uvádí dlouhé tiebreaky, které Federer odehrál:
vyhrané
- 20–18, soupeř Marat Safin – semifinále Turnaje mistrů 2004,
- 19–17, soupeř Juan Martín del Potro,
- 16–14, soupeř David Ferrer,
- 15–13, soupeř Feliciano López,
- 14–12, soupeř Martin Verkerk,
- 13–11, soupeři David Nalbandian, Andy Murray,
- 13–11, soupeř Pablo Cuevas, finále Istanbul Open 2015
- 12–10, soupeři Scott Draper, Tomáš Berdych, Novak Djoković (finále Wimbledonu 2015), David Goffin (Halle Open 2016).

prohrané
- 10–12, soupeři Guillermo Cañas, Félix Mantilla
- 12–14, soupeř Nick Kyrgios, 2. kolo Mutua Madrid Open 2015